# Musgo

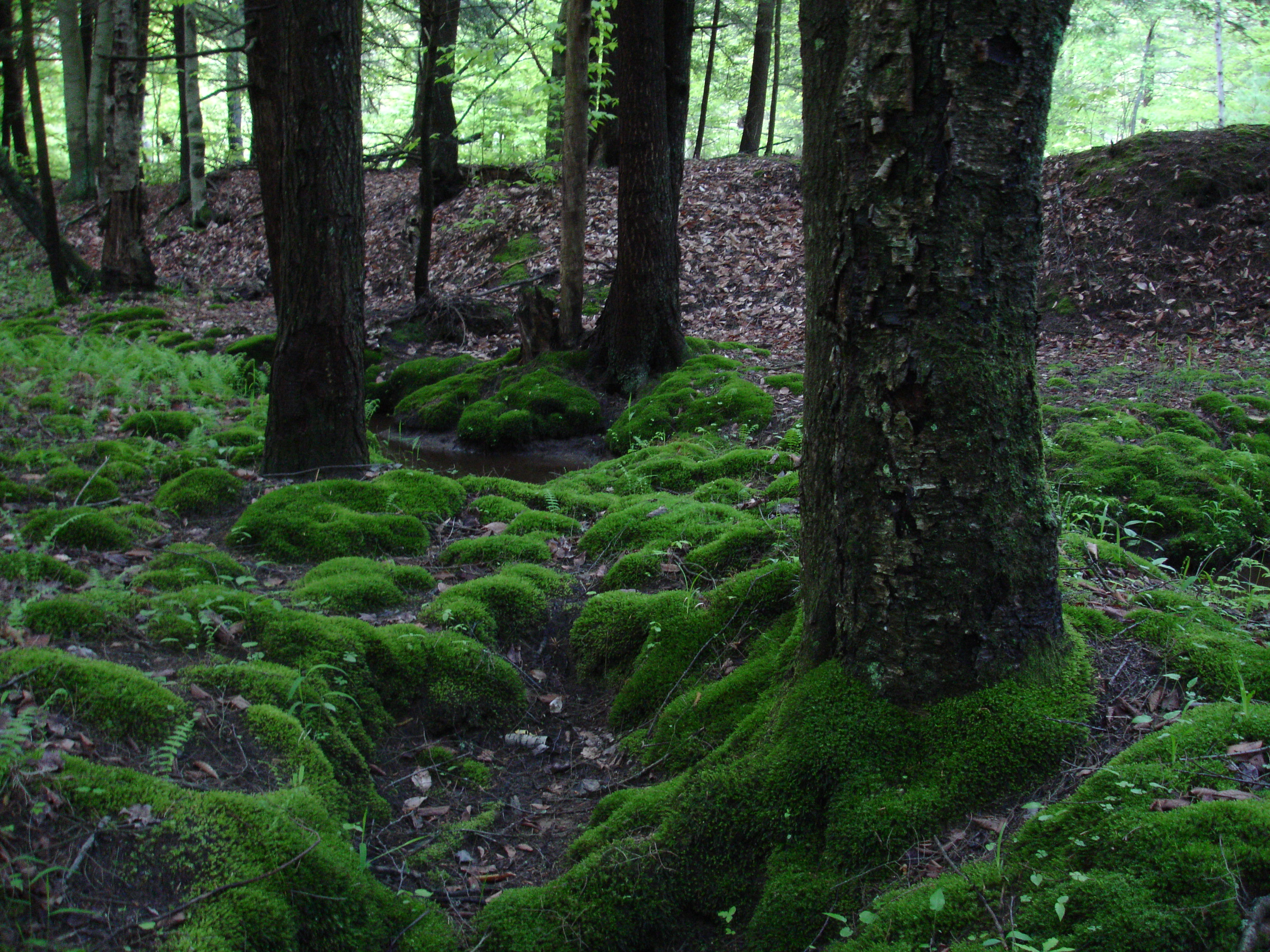
Tufos de musgo na base de árvores (Allegheny National Forest, Pennsylvania)

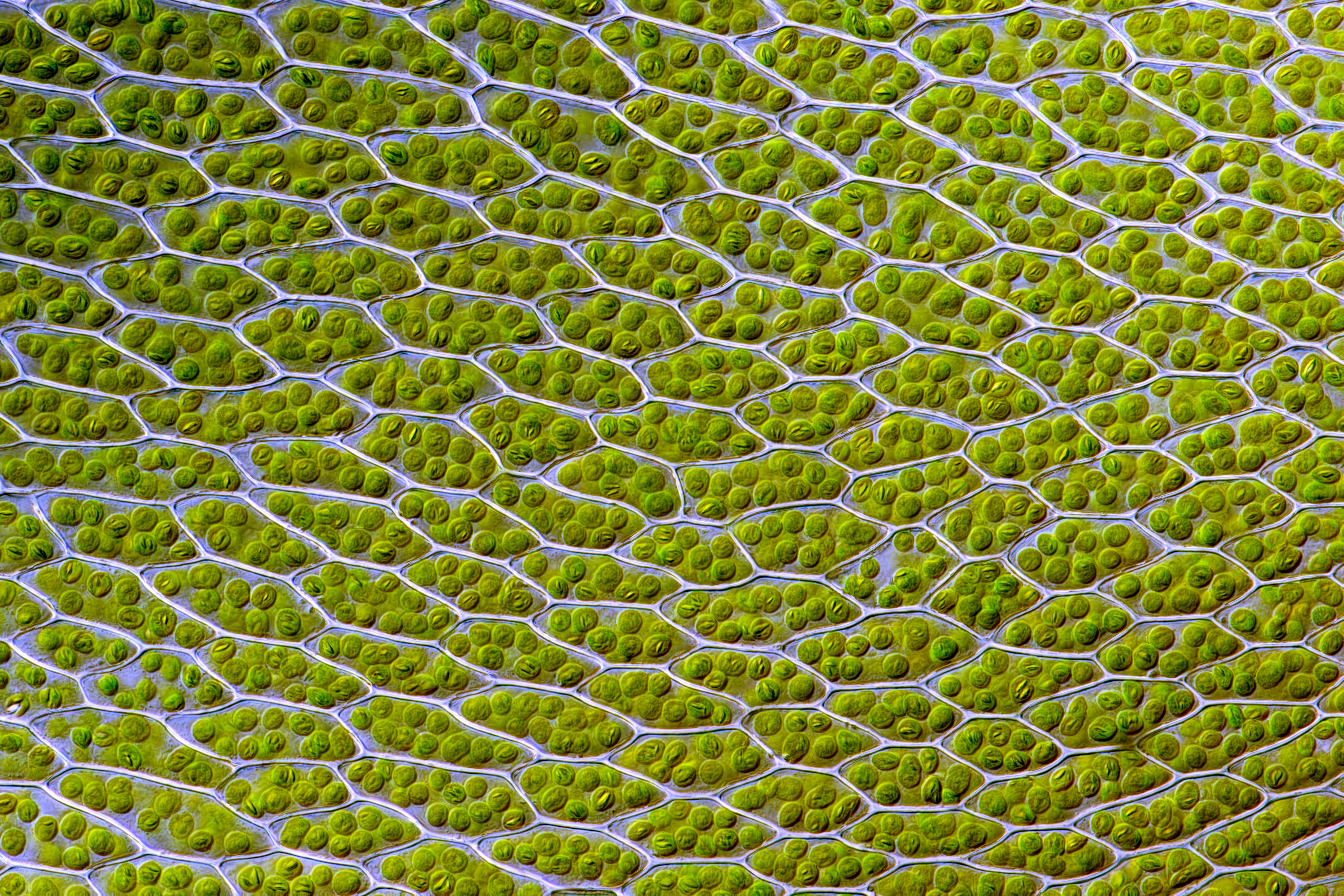
Micrografia de um filídio de Bryum capillare mostrando a camada fina de células (uma única célula de espessura) com cloroplastos e grânulos de amido

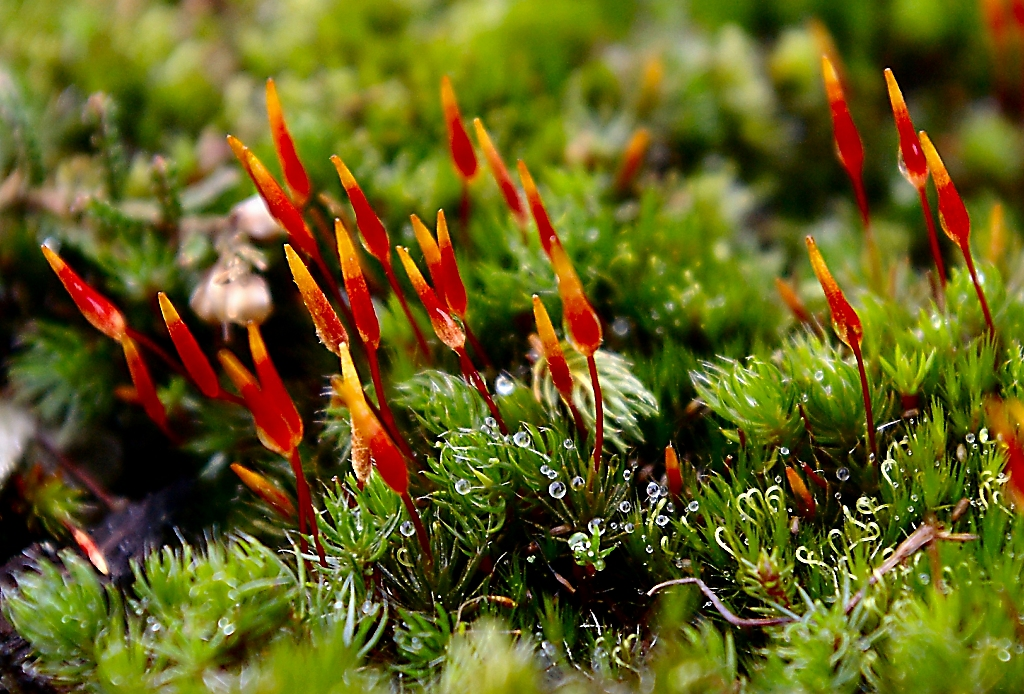
Esporófitos com cápsulas (Yorkshire Dales)

Os musgos são um filo cosmopolita de pequenas plantas criptogâmicas não vasculares, de organização simples, na divisão Bryophyta sensu stricto. Bryophyta sensu lato pode se referir às Briófitas, a superdivisão que inclui os musgos, também contendo as hepáticas e os antóceros. Musgos tipicamente crescem em densos tufos, sendo mais comuns em habitats húmidos e sombrios. Cada planta individual é geralmente composta por filídios (folhas) simples, na maior parte das espécies com apenas uma célula de espessura, ligados a um eixo central, o cauloide, que pode ser ramificado, mas que tem apenas um papel limitado na condução de água e de nutrientes. Apesar de algumas espécies apresentarem tecido condutor formado por hidroides, este apresenta fraco desenvolvimento e é estruturalmente diferente dos tecidos com funções similares das plantas vasculares. Os musgos não produzem sementes, apresentando um ciclo de vida caracterizado por alternância de gerações do tipo heterofásico e heteromórfico, pelo que após a fertilização desenvolvem esporófitos compostos por um fino pedúnculo não ramificado, a seta (ou seda), encimado por uma única cápsula contendo os esporos. Os musgos apresentam tipicamente 0,2-10 cm de altura, apesar de algumas espécies poderem ser muito maiores, com os musgos do género Dawsonia a atingirem até 50 cm de altura. Estão descritas cerca de 12 000 espécies de musgos, repartidas por cerca de 700 géneros.

## Descrição
Os musgos, geralmente referidos na literatura científica por «briófitos», nas modernas classificações pertencem à superdivisão Bryophyta sensu lato, juntamente com outros dois filos, Marchantiophyta (as hepáticas) e Anthocerophyta (os antóceros), com os quais apresentam semelhanças morfológicas.
Essas parecenças morfológicas, a que se junta a similitude de hábito e de preferência de habitat, levam a alguma confusão entre os musgos, os líquenes, os antóceros e as hepáticas. Em consequência, espécies de todos estes grupos são por vezes impropriamente designadas por «musgos» na linguagem comum. Contudo, apesar de os líquenes poderem superficialmente apresentar algumas semelhanças com os musgos, pertencem a grupos filogeneticamente remotos.:3
Já no que tange às hepáticas e antóceros, a proximidade filogenética é maior, estando estes taxa tradicionalmente agrupados com as restantes "plantas não vasculares" na antiga divisão Bryophyta. Para além de serem plantas avasculares, todos eles apresentam uma alternância de gerações que tem como fase dominante do ciclo de vida a geração de gametófito haploide. Este predomínio da fase haploide contrasta com o padrão comum em todas as plantas vasculares (planta com sementes e pteridófitos), nas quais a geração de esporófito diploide domina o ciclo de vida. Quando se reproduzem pela via sexual, os musgos produzem esporos, jamais flores ou sementes.
São plantas criptógamas, isto é, em que o órgão reprodutor está escondido, ou possuem os órgãos reprodutores inconspícuos. Apresentam como pigmentos fotossintéticos a clorofila a, a clorofila b, xantofila e carotenos. A sua substância de reserva é o amido. A parede celular é composta por celulose.
A generalidade das espécies são pequenas plantas herbáceas não vasculares, de organização simples, sem vasos lignificados condutores de água e sais minerais, que absorvem água e nutrientes principalmente através da suas folhas, nas quais também assimilam dióxido de carbono através da fotossíntese.
O gametófito (com número cromossómico n) é formado por um talo, geralmente diferenciado em rizoide, cauloide e filoides, sendo em geral reconhecível pelos filoides (ou filídios) em forma de lança, por vezes com nervura, dispostos em espiral (simetria radiada) ao longo do cauloide (ou caulídio), o qual pode ser erecto (musgos acrocárpicos) ou rastejante (musgos pleurocárpicos). A geração esporófita é geralmente formada por um pé (conjunto de células que estão imersas nos tecidos do gametófito, dos quais recebem nutrientes), uma seda (filamento mais ou menos longo, não ramificado) que suporta uma única cápsula (onde se formam os esporos).
As estruturas dos musgos, mesmo quando estão presentes tecidos condutores e hidroides, são pouco eficientes na transmissão de água e nutrientes, o que aumenta a dependência de água, explicando a preferência dos musgos por ambientes húmidos. Pelas mesmas razões, geralmente atingem poucos centímetros de altura, justamente por não possuírem vasos especializados de condução de seiva. Esta é aliás uma das diferenças mais marcantes, já que os musgos diferem das plantas vasculares por não terem traqueídeos de xilema ou vasos condutores.
Os gametófitos dos musgos, a fase persistente, apresentam caulídeos (talos) que podem ser simples ou ramificados, erectos (nos musgos acrocárpicos) ou prostrados (nos musgos pleurocárpicos). Os filídios (folhas) são simples, geralmente com apenas uma camada de células de espessura, desprovidos de espaços interiores condutores de ar, frequentemente com nervuras centrais espessadas. Não apresentam raízes, tendo em seu lugar rizoides filamentosos que ancoram a planta ao substrato, única função destas estruturas, já que não absorvem água ou nutrientes (função reservada aos filídios). Nesta estrutura distinguem-se das hepáticas (Marchantiophyta), pois estas apresentam rizoides multicelulares. Outras diferenças, que não são universais para todos os musgos e hepáticas, são a presença nos musgos de caules claramente diferenciados com filídios nervurados, com formas simples, não profundamente lobados ou segmentados, nunca arranjados em três fileiras.
Os esporófitos, a fase produtora de esporos do ciclo de vida da planta que constitui a geração diploide multicelular, são de vida curta e totalmente dependentes do gametófito para fornecimento de água e nutrição. As cápsulas produtoras de esporos, os esporângios, são produzidos na extremidade de longos pedúnculos não ramificados, a seta, cada um dos quais produz uma única cápsula. Esta última característica distingue os musgos dos polisporangiófitos, o grupo que inclui todas as plantas vasculares. Por outro lado, na maioria dos musgos a cápsula produtora de esporos cresce e matura apenas após o alongamento da seta se ter concluído, o que os distingue das hepáticas, nas quais a cápsula matura antes do alongamento.
Os musgos ocorrem sobre os mais variados tipos de substrato, como troncos e ramos de árvores (corticícolas), folhas (epífilas), troncos em decomposição (epíxilas), solo (terrícolas) ou rochas (rupícolas), geralmente em locais húmidos, já que são dependentes da água para a reprodução.
Apesar da preferência generalizada por ambientes húmidos e ombrófilos, existem espécies de musgos que toleram condições ambientais extremas e por isso ocorrem nos mais variados ecossistemas e numa grande diversidade de habitats, sendo distribuídos por todo o mundo. São encontrados desde a região boreal nas margens do Oceano Árctico até as florestas tropicais, desertos e ambientes submersos, mas nunca no ambiente marinho. Muitos musgos são espécies pioneiras na colonização de ambientes modificados, incluindo os ruderais, sendo eficazes no combate à erosão do solo e na manutenção da humidade dos ecossistemas. São muito eficazes na interceptação da água da chuva, captando água e nutrientes a partir da atmosfera. Também desempenham um papel importante no fornecimento de habitat para múltiplas espécies animais, com destaque para os insectos.
É estimada uma diversidade de aproximadamente 12 000 espécies, das quais cerca de 1 650 espécies ocorrem no Brasil.
O maior valor económico dos musgos é serem o principal constituinte da turfa (principalmente os musgos do género Sphagnum), embora também sejam usados para fins decorativos, em jardins e no comércio florista. Entre os usos tradicionais de musgos estão o uso como isolamento térmico em estruturas e vestuário e a utilização da sua capacidade de absorver líquidos, que no esfagno ultrapassa as 20 vezes o peso seco da planta.

## Ciclo de vida e reprodução

Ciclo de vida de um musgo típico (Polytrichum commune)

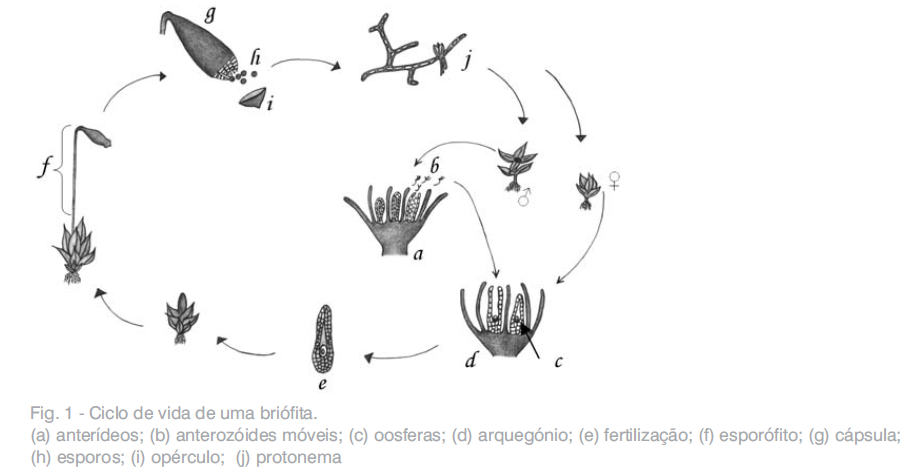
Ciclo de vida de um musgo

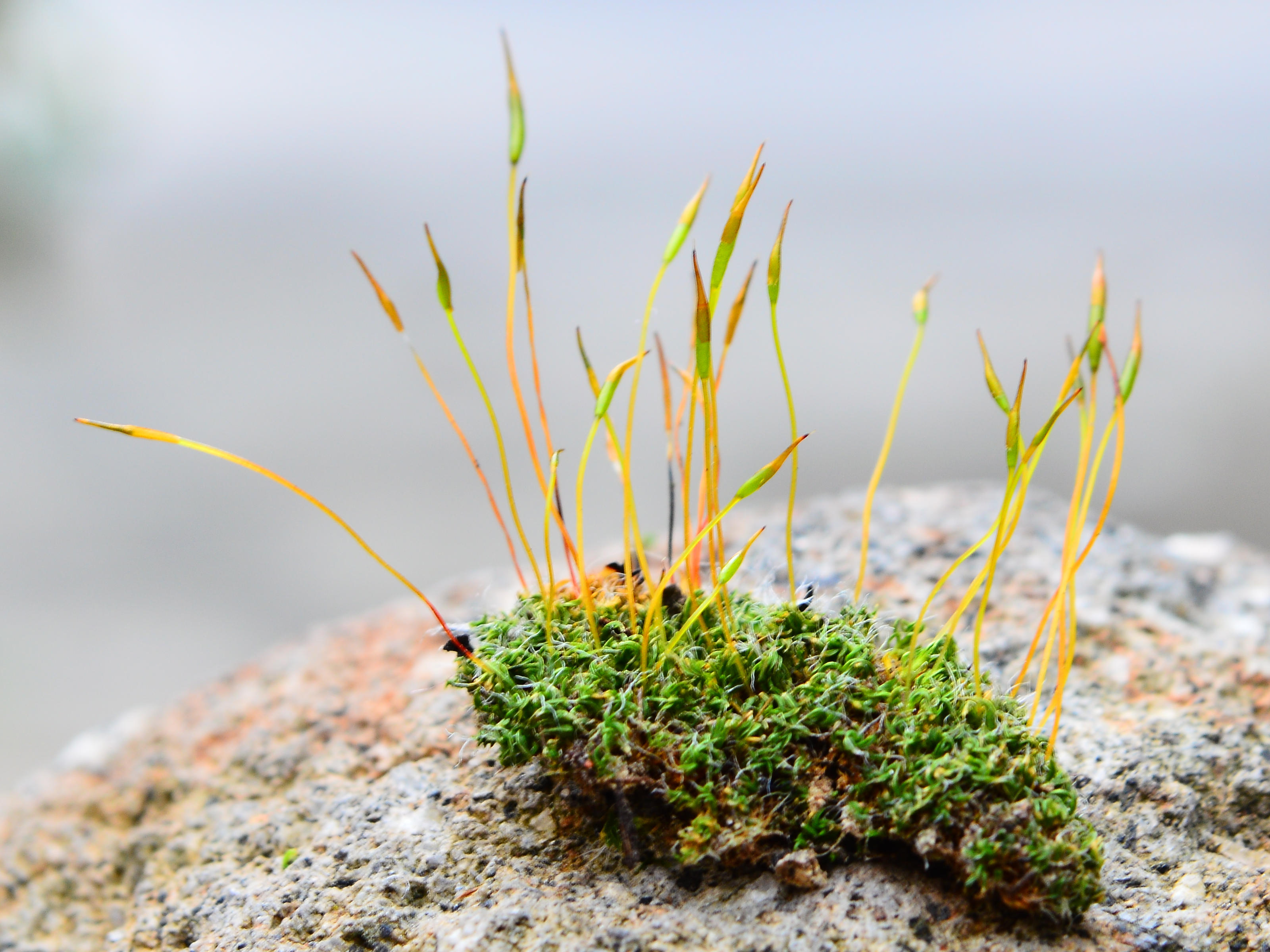
Um tufo de musgos com gametófitos (as estruturas baixas semelhantes a folhas) e esporófitos (as estruturas altas, pedunculadas)

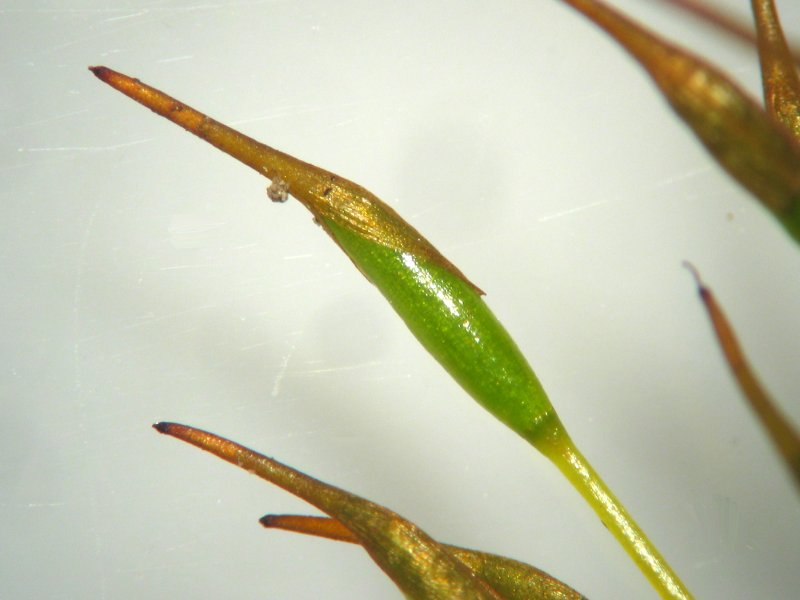
Caliptra do musgo Tortula muralis

### Ciclo de vida
O ciclo de vida dos musgos apresenta uma alternância de gerações em que o gametófito constitui a fase evidente e dominante, enquanto o esporófito é muito menor e nutricionalmente dependente do gametófito.
As plantas vasculares, como a generalidade dos seres vivos, têm no núcleo celular das suas células vegetativas (correspondentes à estrutura somática da planta, ou seja, ao esporófito) pelo menos dois conjuntos de cromossomas, sendo por isso consideradas organismos diploides (número cromossómico = 2n), ou seja, cada cromossoma tem um par que contém a mesma informação genética ou similar. Em contraste, as células vegetativas dos musgos (tal como as hepáticas e os antóceros) constituem o gametófito e por isso têm apenas um único conjunto de cromossomas em cada núcleo celular, sendo por isso haploides (número cromossómico =n), ou seja, existe uma única cópia de cada cromossoma em cada núcleo celular. Contudo, cumprindo o princípio da alternância de gerações, há um período no ciclo de vida dos musgos, a geração esporofítica, em que apresentam um conjunto duplo de cromossomas emparelhados.

### Reprodução sexual
O ciclo de vida dos musgos inicia-se com um esporo haploide que germina para produzir um protonema, o qual pode assumir a forma de uma massa de filamentos enrolados ou ser uma estrutura taloide. Os protonemas dos musgos crescem e formam massas que parecem um minúsculo e fino feltro verde sobre superfícies como o solo húmido, casca de árvores, rochas, cimento ou qualquer outra superfície razoavelmente estável. O protonema é um estágio transitório na vida do musgo, do qual cresce o gametóforo ("portador de gâmetas"), estruturalmente diferenciado em hastes (os cauloides) e filídios (as folhas). Uma única esteira de protonemas pode conduzir ao desenvolvimento de vários gametóforos, resultando num tufo de musgo, o hábito mais comum e familiar deste grupo de plantas.
Os órgãos sexuais dos musgos desenvolvem-se a partir das pontas das hastes ou ramos do gametóforo. Os órgãos femininos, designados por arquegónios, são protegidos por um grupo de folhas modificadas conhecidas por periquetas. Os arquegónios são pequenos grupos de células em forma de taça com um pescoço aberto (venter), através do qual o gâmeta masculino (anterozoides ou esperma) penetra e nada até ao óvulo, a oosfera. Os órgãos masculinos são conhecidos como anterídios e são fechados por folhas modificadas que formam uma estrutura designada por perigónio. Em alguns musgos, as folhas circundantes dos órgãos sexuais formam uma taça que, ao encher de água da chuva, permite a formação de respingos pela queda de gotículas de água da chuva, permitindo que o anterozoide contido no copo seja transportado pelos salpicos para as plantas vizinhas.
Os musgos podem ser tanto dioicos (semelhante à dioecia nas plantas com flor) ou monoicos (semelhante à monoecia nas plantas com flor). Nos musgos dioicos, os órgãos sexuais masculinos e femininos são suportados em diferentes plantas gametófitas. Em musgos monoicos (também por vezes chamados autoicos), os órgãos de ambos os sexos são produzidos na mesma planta. Na presença de água, o anterozoide libertado pelo anterídio move-se até ao arquegónio e ocorre a fertilização, levando à produção de um esporófito diploide. Os anterozoides dos musgos são biflagelados, isto é, apresentam dois flagelos que ajudam na propulsão no percurso entre o anterídio e o arquegónio. Uma vez que o anterozoide necessita de nadar até ao arquegónio, a fertilização não pode ocorrer sem água. Algumas espécies (por exemplo, Mnium hornum e várias espécies de Polytrichum) mantêm em torno dos anterídios as chamadas "taças de salpico", estruturas em forma de taça que se enchem de água da chuva e permitem que as gotas de chuva formem salpicos cujas gotículas transportam os anterozoides a vários decímetros de altura, aumentando a distância de fertilização.
Após a fertilização, o zigoto inicia um rápido processo de divisão celular produzindo um esporófito imaturo que força o seu alongamento através do tubo do arquegónio (o canal do ventre ou venter), emergindo sobre a planta-mãe. O esporófito demora de 3 a 6 meses a atingir a maturidade. O corpo do esporófito é constituído por um longo e fino talo, designado por seta, que termina numa cápsula encerrada por uma estrutura designada por opérculo. A cápsula e o opérculo são, por sua vez, envoltos por uma estrutura em forma de coifa, a caliptra (coifa), que é haploide, dado constituir o resíduo do tubo de arquegónio deslocado pelo crescimento do esporófito. A caliptra geralmente murcha e cai quando a cápsula está madura.
No interior da cápsula, as células produtoras de esporos sofrem repetidas meioses, dando origem a esporos haploides, os quais, após serem libertados para o ambiente, vão germinar e começar novo ciclo de vida.
Embora possa estar ausente em alguns musgos, a abertura da cápsula, a boca, é geralmente rodeada por um conjunto de dentículos que forma uma estrutura designada por peristoma. A função do peristoma é, após a deiscência, ajudar na dispersão dos esporos.
Embora a hidrocoria e a zoocoria tenham sido observadas, a maioria das espécies de musgos é anemocórica, dependendo do vento para dispersar os esporos. Alguns géneros desenvolveram estratégias de dispersão que envolvem, para além da presença de um peristoma denticulado, mecanismos de ejecção dos esporos da cápsula para o ar. Um dos mais notáveis é o género Sphagnum, cuja cápsula projecta os esporos a 10-20 cm acima da planta utilizando a libertação explosiva de ar comprimido dentro da cápsula, mecanismo que é capaz de imprimir uma grande aceleração inicial aos esporos.

### Fertilização por animais
Tal como acontece com as plantas com flor, a fertilização dos musgos também aproveita da mobilidade de animais, especialmente de microartópodos como os colêmbolos (Collembola) e os ácaros (Acari), que podem transportar os anterozoides entre plantas e favorecer a fertilização ou dispersar os esporos, sendo o processo mediado por odores emitidos pelos musgos.
Estudos realizados sobre a espécie Ceratodon purpureus (Dicranales) demonstraram que as plantas masculinas e femininas emitem diferentes e complexos odores através da produção de compostos orgânicos voláteis distintos. As plantas femininas emitem mais compostos odorantes do que as plantas masculinas e durante o estudo os colêmbolos escolheram preferencialmente as plantas do sexo feminino. Um estudo descobriu que a presença de colêmbolos aumenta a taxa de fertilização do musgo, sugerindo uma relação mediada pela emissão de odores, análoga à relação planta-polinizador encontrada em muitas plantas com semente.
A espécie Splachnum sphaericum (Splachnales) apresenta mecanismos sofisticados de polinização por insectos, em tudo semelhantes aos utilizados pelas plantas com flor, atraindo moscas para os seus esporângios através da emissão de um cheiro forte a carniça e fornecendo uma forte sugestão visual sob a forma de um anel saliente de coloração vermelha localizado abaixo de cada cápsula de esporos. As moscas atraídas pelo musgo carregam os esporos para as fezes frescas de herbívoros (bosta), o habitat preferido das espécies deste género de musgos.

### Reprodução vegetativa
A reprodução vegetativa também está presente nos musgos já que muitas espécies, entre as quais Ulota phyllantha (Orthotrichales), produzem estruturas vegetativas verdes, pequenas gemas, nos filídios ("folhas") e nos caulídios (hastes). As gemas separam-se da planta-mãe e são arrastadas pelo vento ou pela água e formam novas plantas sem necessidade de percorrer o ciclo de fertilização. Esta é uma forma de reprodução assexual, e os indivíduos geneticamente idênticos a que dão origem podem conduzir à formação de populações clonais.

### Nanismo das plantas masculinas
Nas espécies de musgos dioicas, onde existem indivíduos exclusivamente com órgãos reprodutores masculinos, é frequente o surgimento de um fenómeno de nanismo masculino. Este fenómeno, designado por filodioicia, é comum em animais marinhos, mas que entre as plantas terrestres apenas foi observado nos briófitos.
O nanismo das plantas masculinas (filodioicia) ocorre principalmente quando esporos dispersos pelo vento germinam sobre plantas femininas dando origem a plantas masculinas, ficando o seu crescimento restrito a alguns milímetros. Em algumas espécies o nanismo é geneticamente determinado, sendo que todos os esporos que dêem origem a plantas masculinas ao germinar produzem espécimes anãs. Contudo, é mais frequente que o nanismo seja determinado por factores ambientais, ficando restrito aos esporos que germinem sobre plantas femininas, enquanto que os que germinam isoladamente, apesar de masculinos, atingem dimensões semelhantes às das plantas femininas.
Neste último caso, sendo o nanismo determinado pela presença da planta feminina, as plantas masculinas anãs, quando transplantadas de junto das plantas femininas para outro substrato, desenvolvem rebentos de dimensões normais. Esta constatação sugere que são as plantas femininas que emitem substâncias que inibem o crescimento das plantas masculinas que sobre elas crescem e que possivelmente também aceleram o aparecimento da maturação sexual. A natureza dessa substância, ou substâncias, é desconhecida, mas a fitormona auxina poderá estar envolvida.
O nanismo das plantas masculinas que crescem sobre plantas femininas deverá aumentar a eficiência da fertilização ao minimizar a distância entre os órgãos reprodutivos masculinos e femininos. Apontando nesse sentido, foi observado que a frequência de fertilização está positivamente correlacionada com a presença de plantas masculinas afectadas por nanismo em várias espécies onde a filodioicia ocorre.
Plantas masculinas anãs ocorrem em diversas linhagens filogeneticamente afastadas e está a ser demonstrado ser mais comum do que previamente se acreditava. Por exemplo, estima-se que entre 25% a 50% de todas as espécies de musgos pleurocárpicos com dioicia apresentam nanismo masculino.

### Reparação das cadeias de ADN
A espécie de musgo Physcomitrella patens tem sido utilizada como organismo modelo para estudar as formas como as plantas reparam o ADN após danos sofridos no seu material genético, especialmente o mecanismo de reparação conhecido por recombinação homóloga.
Se a planta não consegue reparar os danos no ADN das suas células somáticas, por exemplo os resultantes de quebra em cadeias duplas, as células podem perder a sua função normal ou podem morrer. Se tal ocorre durante o processo de meiose (parte do ciclo de reprodução sexual), podem ficar inférteis.
O genoma de P. patens foi sequenciado, o que tem permitido a identificação de diversos genes envolvidos na reparação do ADN. Espécimes mutantes de P. patens que apresentam defeitos em passos chave do processo de recombinação homóloga têm sido utilizados para estabelecer a forma como o mecanismo de reparação funciona nas plantas. Por exemplo, um estudo conduzido com recurso a uma linhagem mutante de P. patens que apresenta defeitos em RpRAD51, um gene que codifica a proteína que está no centro da reacção de reparação recombinacional, produziu resultados que indicam que a recombinação homóloga é essencial para reparar rupturas de dupla cadeia no ADN desta planta.
Da mesma forma, estudos realizados com mutantes que apresentam defeitos nos genes Ppmre11 ou Pprad50 (que codificam uma proteína chave do complexo MRN, o principal sensor de rupturas de dupla cadeia de ADN) mostram que estes genes são necessários para a reparação de danos no ADN, bem como para o normal crescimento e desenvolvimento da planta.

## História geológica
O registo fóssil dos musgos é esparso devido à sua natureza frágil e ao predomínio de estruturas com paredes macias e facilmente decompostas. Fósseis de musgos livres de ambiguidade foram recuperados de estratos tão antigos como depósitos do Pérmico inferior da Antártida e Rússia, e num caso são apontados fósseis de musgos datados do Carbonífero. Tem sido proposto que fósseis de estruturas tubulares datadas do Silúrico são restos macerados da caliptra de musgos.
Os musgos parecem evoluir 2–3 vezes mais lentamente que os pteridófitos (fetos), gimnospérmicas e angiospérmicas.
Investigação recente mostra que o rápido desenvolvimentos dos musgos poderá explicar a origem das idades do gelo que ocorreram no Ordoviciano. Quando os ancestrais dos atuais musgos começaram a se expandir na terra há cerca de 470 milhões de anos, absorveram grandes quantidades de CO2 da atmosfera terrestre e extraíram minerais das rochas, secretando ácidos orgânicos que dissolveram as rochas sobre as quais se fixaram. As rochas quimicamente alteradas, por sua vez, reagiram com o CO2 atmosférico e contribuíram para a formação de novas rochas carbonatadas cálcicas no oceano em resultado do arraste pela erosão de iões de cálcio e magnésio libertados das rochas silicatadas da crusta terrestre.
As rochas degradadas também libertaram grandes quantidades de fósforo e ferro que acabaram nos oceanos, onde causaram grande crescimento de algas, resultando no sequestro de mais carbono do ar sob a forma de carbono orgânico, extraindo mais dióxido de carbono da atmosfera. Pequenos organismos decompondo os nutrientes criaram grandes áreas anóxicas (pobres em oxigénio), o que resultou numa extinção em massa de espécies marinhas, enquanto os níveis de CO2 caíam em todo o mundo, permitindo a formação de calotas de gelo sobre os polos.

## Classificação

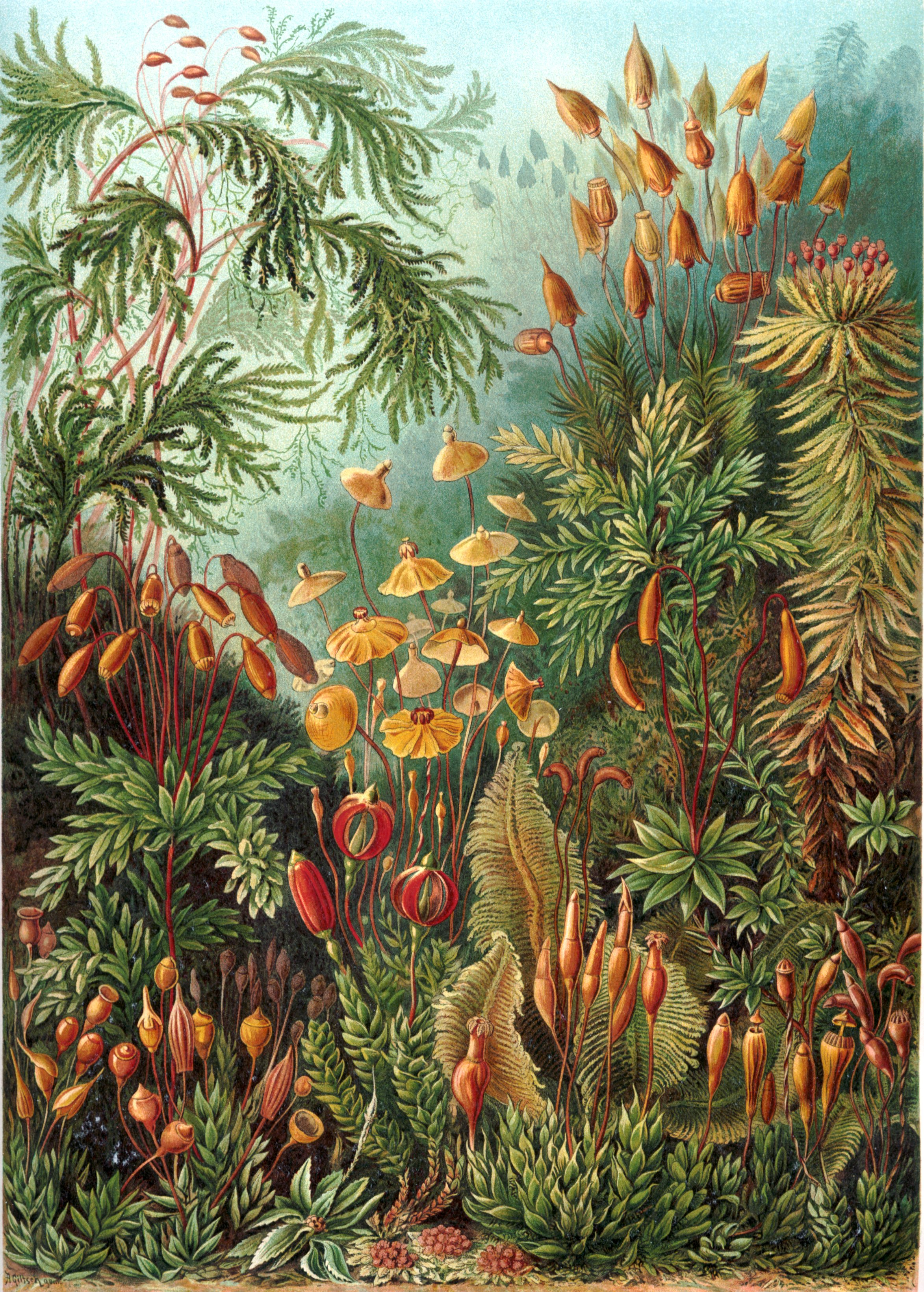
"Muscinae" (ilustração de Kunstformen der Natur de Ernst Haeckel, 1904)

A etimologia do vocábulo «musgo» provém do termo latino muscu, utilizado para designar de forma genérica os briófitos.
Tradicionalmente, os musgos eram agrupados juntamente com os membros dos grupos Marchantiophyta (hepáticas) e Anthocerotophytas (antóceros) na divisão Bryophyta (briófitos ou Bryophyta sensu lato), na qual os musgos eram classificados na classe Musci. Esta definição de Bryophyta, no entanto, é parafilética, pelo que nas modernas classificações tende a ser separada em três divisões: (1) Bryophyta sensu stricto; (2) Marchantiophyta; e (3) Anthocerotophyta. Nestas classificações, a divisão Bryophyta sensu stricto contém exclusivamente os musgos.
Na presente circunscrição taxonómica do agrupamento, nele incluindo apenas os musgos, a classificação mais consensual das briófitas organiza a divisão Bryophyta sensu stricto nas seguintes oito classes:
- Divisão Bryophyta sensu stricto
  - Subdivisão Takakiophytina
    - Classe Takakiopsida

  - Subdivisão Sphagnophytina
    - Classe Sphagnopsida

  - Subdivisão Bryophytina
    - Classe Andreaeopsida
    - Classe Andreaeobryopsida
    - Classe Oedipodiopsida
    - Classe Tetraphidopsida
    - Classe Polytrichopsida
    - Classe Bryopsida

Tendo em conta os actuais conhecimentos da filogenia e composição dos Bryophyta, é possível construir o seguinte cladograma.
|  | Anthocerotopsida (antóceros)     |
|  |                                  |
|  | Tracheophyta (plantas vasculares |
|  |                                  |

|  | Takakiopsida |
|  |              |

|  | Sphagnopsida |
|  |              |

|           | Polytrichopsida                                               |
|           |                                                               |
| Altamusci | \| \| Tetraphidopsida \| \| \| \| \| \| Bryopsida \| \| \| \| |
|           | \| \| Tetraphidopsida \| \| \| \| \| \| Bryopsida \| \| \| \| |
|           | Tetraphidopsida                                               |
|           |                                                               |
|           | Bryopsida                                                     |
|           |                                                               |

|  | Tetraphidopsida |
|  |                 |
|  | Bryopsida       |
|  |                 |

|           | Polytrichopsida                                               |
|           |                                                               |
| Altamusci | \| \| Tetraphidopsida \| \| \| \| \| \| Bryopsida \| \| \| \| |
|           | \| \| Tetraphidopsida \| \| \| \| \| \| Bryopsida \| \| \| \| |
|           | Tetraphidopsida                                               |
|           |                                                               |
|           | Bryopsida                                                     |
|           |                                                               |

|  | Tetraphidopsida |
|  |                 |
|  | Bryopsida       |
|  |                 |

|           | Polytrichopsida                                               |
|           |                                                               |
| Altamusci | \| \| Tetraphidopsida \| \| \| \| \| \| Bryopsida \| \| \| \| |
|           | \| \| Tetraphidopsida \| \| \| \| \| \| Bryopsida \| \| \| \| |
|           | Tetraphidopsida                                               |
|           |                                                               |
|           | Bryopsida                                                     |
|           |                                                               |

|  | Tetraphidopsida |
|  |                 |
|  | Bryopsida       |
|  |                 |

|           | Polytrichopsida                                               |
|           |                                                               |
| Altamusci | \| \| Tetraphidopsida \| \| \| \| \| \| Bryopsida \| \| \| \| |
|           | \| \| Tetraphidopsida \| \| \| \| \| \| Bryopsida \| \| \| \| |
|           | Tetraphidopsida                                               |
|           |                                                               |
|           | Bryopsida                                                     |
|           |                                                               |

|  | Tetraphidopsida |
|  |                 |
|  | Bryopsida       |
|  |                 |

|  | Takakiopsida |
|  |              |

|  | Sphagnopsida |
|  |              |

|           | Polytrichopsida                                               |
|           |                                                               |
| Altamusci | \| \| Tetraphidopsida \| \| \| \| \| \| Bryopsida \| \| \| \| |
|           | \| \| Tetraphidopsida \| \| \| \| \| \| Bryopsida \| \| \| \| |
|           | Tetraphidopsida                                               |
|           |                                                               |
|           | Bryopsida                                                     |
|           |                                                               |

|  | Tetraphidopsida |
|  |                 |
|  | Bryopsida       |
|  |                 |

|           | Polytrichopsida                                               |
|           |                                                               |
| Altamusci | \| \| Tetraphidopsida \| \| \| \| \| \| Bryopsida \| \| \| \| |
|           | \| \| Tetraphidopsida \| \| \| \| \| \| Bryopsida \| \| \| \| |
|           | Tetraphidopsida                                               |
|           |                                                               |
|           | Bryopsida                                                     |
|           |                                                               |

|  | Tetraphidopsida |
|  |                 |
|  | Bryopsida       |
|  |                 |

|           | Polytrichopsida                                               |
|           |                                                               |
| Altamusci | \| \| Tetraphidopsida \| \| \| \| \| \| Bryopsida \| \| \| \| |
|           | \| \| Tetraphidopsida \| \| \| \| \| \| Bryopsida \| \| \| \| |
|           | Tetraphidopsida                                               |
|           |                                                               |
|           | Bryopsida                                                     |
|           |                                                               |

|  | Tetraphidopsida |
|  |                 |
|  | Bryopsida       |
|  |                 |

|           | Polytrichopsida                                               |
|           |                                                               |
| Altamusci | \| \| Tetraphidopsida \| \| \| \| \| \| Bryopsida \| \| \| \| |
|           | \| \| Tetraphidopsida \| \| \| \| \| \| Bryopsida \| \| \| \| |
|           | Tetraphidopsida                                               |
|           |                                                               |
|           | Bryopsida                                                     |
|           |                                                               |

|  | Tetraphidopsida |
|  |                 |
|  | Bryopsida       |
|  |                 |

|  | Anthocerotopsida (antóceros)     |
|  |                                  |
|  | Tracheophyta (plantas vasculares |
|  |                                  |

|  | Takakiopsida |
|  |              |

|  | Sphagnopsida |
|  |              |

|           | Polytrichopsida                                               |
|           |                                                               |
| Altamusci | \| \| Tetraphidopsida \| \| \| \| \| \| Bryopsida \| \| \| \| |
|           | \| \| Tetraphidopsida \| \| \| \| \| \| Bryopsida \| \| \| \| |
|           | Tetraphidopsida                                               |
|           |                                                               |
|           | Bryopsida                                                     |
|           |                                                               |

|  | Tetraphidopsida |
|  |                 |
|  | Bryopsida       |
|  |                 |

|           | Polytrichopsida                                               |
|           |                                                               |
| Altamusci | \| \| Tetraphidopsida \| \| \| \| \| \| Bryopsida \| \| \| \| |
|           | \| \| Tetraphidopsida \| \| \| \| \| \| Bryopsida \| \| \| \| |
|           | Tetraphidopsida                                               |
|           |                                                               |
|           | Bryopsida                                                     |
|           |                                                               |

|  | Tetraphidopsida |
|  |                 |
|  | Bryopsida       |
|  |                 |

|           | Polytrichopsida                                               |
|           |                                                               |
| Altamusci | \| \| Tetraphidopsida \| \| \| \| \| \| Bryopsida \| \| \| \| |
|           | \| \| Tetraphidopsida \| \| \| \| \| \| Bryopsida \| \| \| \| |
|           | Tetraphidopsida                                               |
|           |                                                               |
|           | Bryopsida                                                     |
|           |                                                               |

|  | Tetraphidopsida |
|  |                 |
|  | Bryopsida       |
|  |                 |

|           | Polytrichopsida                                               |
|           |                                                               |
| Altamusci | \| \| Tetraphidopsida \| \| \| \| \| \| Bryopsida \| \| \| \| |
|           | \| \| Tetraphidopsida \| \| \| \| \| \| Bryopsida \| \| \| \| |
|           | Tetraphidopsida                                               |
|           |                                                               |
|           | Bryopsida                                                     |
|           |                                                               |

|  | Tetraphidopsida |
|  |                 |
|  | Bryopsida       |
|  |                 |

|  | Takakiopsida |
|  |              |

|  | Sphagnopsida |
|  |              |

|           | Polytrichopsida                                               |
|           |                                                               |
| Altamusci | \| \| Tetraphidopsida \| \| \| \| \| \| Bryopsida \| \| \| \| |
|           | \| \| Tetraphidopsida \| \| \| \| \| \| Bryopsida \| \| \| \| |
|           | Tetraphidopsida                                               |
|           |                                                               |
|           | Bryopsida                                                     |
|           |                                                               |

|  | Tetraphidopsida |
|  |                 |
|  | Bryopsida       |
|  |                 |

|           | Polytrichopsida                                               |
|           |                                                               |
| Altamusci | \| \| Tetraphidopsida \| \| \| \| \| \| Bryopsida \| \| \| \| |
|           | \| \| Tetraphidopsida \| \| \| \| \| \| Bryopsida \| \| \| \| |
|           | Tetraphidopsida                                               |
|           |                                                               |
|           | Bryopsida                                                     |
|           |                                                               |

|  | Tetraphidopsida |
|  |                 |
|  | Bryopsida       |
|  |                 |

|           | Polytrichopsida                                               |
|           |                                                               |
| Altamusci | \| \| Tetraphidopsida \| \| \| \| \| \| Bryopsida \| \| \| \| |
|           | \| \| Tetraphidopsida \| \| \| \| \| \| Bryopsida \| \| \| \| |
|           | Tetraphidopsida                                               |
|           |                                                               |
|           | Bryopsida                                                     |
|           |                                                               |

|  | Tetraphidopsida |
|  |                 |
|  | Bryopsida       |
|  |                 |

|           | Polytrichopsida                                               |
|           |                                                               |
| Altamusci | \| \| Tetraphidopsida \| \| \| \| \| \| Bryopsida \| \| \| \| |
|           | \| \| Tetraphidopsida \| \| \| \| \| \| Bryopsida \| \| \| \| |
|           | Tetraphidopsida                                               |
|           |                                                               |
|           | Bryopsida                                                     |
|           |                                                               |

|  | Tetraphidopsida |
|  |                 |
|  | Bryopsida       |
|  |                 |

|  | Anthocerotopsida (antóceros)     |
|  |                                  |
|  | Tracheophyta (plantas vasculares |
|  |                                  |

|  | Takakiopsida |
|  |              |

|  | Sphagnopsida |
|  |              |

|           | Polytrichopsida                                               |
|           |                                                               |
| Altamusci | \| \| Tetraphidopsida \| \| \| \| \| \| Bryopsida \| \| \| \| |
|           | \| \| Tetraphidopsida \| \| \| \| \| \| Bryopsida \| \| \| \| |
|           | Tetraphidopsida                                               |
|           |                                                               |
|           | Bryopsida                                                     |
|           |                                                               |

|  | Tetraphidopsida |
|  |                 |
|  | Bryopsida       |
|  |                 |

|           | Polytrichopsida                                               |
|           |                                                               |
| Altamusci | \| \| Tetraphidopsida \| \| \| \| \| \| Bryopsida \| \| \| \| |
|           | \| \| Tetraphidopsida \| \| \| \| \| \| Bryopsida \| \| \| \| |
|           | Tetraphidopsida                                               |
|           |                                                               |
|           | Bryopsida                                                     |
|           |                                                               |

|  | Tetraphidopsida |
|  |                 |
|  | Bryopsida       |
|  |                 |

|           | Polytrichopsida                                               |
|           |                                                               |
| Altamusci | \| \| Tetraphidopsida \| \| \| \| \| \| Bryopsida \| \| \| \| |
|           | \| \| Tetraphidopsida \| \| \| \| \| \| Bryopsida \| \| \| \| |
|           | Tetraphidopsida                                               |
|           |                                                               |
|           | Bryopsida                                                     |
|           |                                                               |

|  | Tetraphidopsida |
|  |                 |
|  | Bryopsida       |
|  |                 |

|           | Polytrichopsida                                               |
|           |                                                               |
| Altamusci | \| \| Tetraphidopsida \| \| \| \| \| \| Bryopsida \| \| \| \| |
|           | \| \| Tetraphidopsida \| \| \| \| \| \| Bryopsida \| \| \| \| |
|           | Tetraphidopsida                                               |
|           |                                                               |
|           | Bryopsida                                                     |
|           |                                                               |

|  | Tetraphidopsida |
|  |                 |
|  | Bryopsida       |
|  |                 |

|  | Takakiopsida |
|  |              |

|  | Sphagnopsida |
|  |              |

|           | Polytrichopsida                                               |
|           |                                                               |
| Altamusci | \| \| Tetraphidopsida \| \| \| \| \| \| Bryopsida \| \| \| \| |
|           | \| \| Tetraphidopsida \| \| \| \| \| \| Bryopsida \| \| \| \| |
|           | Tetraphidopsida                                               |
|           |                                                               |
|           | Bryopsida                                                     |
|           |                                                               |

|  | Tetraphidopsida |
|  |                 |
|  | Bryopsida       |
|  |                 |

|           | Polytrichopsida                                               |
|           |                                                               |
| Altamusci | \| \| Tetraphidopsida \| \| \| \| \| \| Bryopsida \| \| \| \| |
|           | \| \| Tetraphidopsida \| \| \| \| \| \| Bryopsida \| \| \| \| |
|           | Tetraphidopsida                                               |
|           |                                                               |
|           | Bryopsida                                                     |
|           |                                                               |

|  | Tetraphidopsida |
|  |                 |
|  | Bryopsida       |
|  |                 |

|           | Polytrichopsida                                               |
|           |                                                               |
| Altamusci | \| \| Tetraphidopsida \| \| \| \| \| \| Bryopsida \| \| \| \| |
|           | \| \| Tetraphidopsida \| \| \| \| \| \| Bryopsida \| \| \| \| |
|           | Tetraphidopsida                                               |
|           |                                                               |
|           | Bryopsida                                                     |
|           |                                                               |

|  | Tetraphidopsida |
|  |                 |
|  | Bryopsida       |
|  |                 |

|           | Polytrichopsida                                               |
|           |                                                               |
| Altamusci | \| \| Tetraphidopsida \| \| \| \| \| \| Bryopsida \| \| \| \| |
|           | \| \| Tetraphidopsida \| \| \| \| \| \| Bryopsida \| \| \| \| |
|           | Tetraphidopsida                                               |
|           |                                                               |
|           | Bryopsida                                                     |
|           |                                                               |

|  | Tetraphidopsida |
|  |                 |
|  | Bryopsida       |
|  |                 |

|  | Anthocerotopsida (antóceros)     |
|  |                                  |
|  | Tracheophyta (plantas vasculares |
|  |                                  |

|  | Takakiopsida |
|  |              |

|  | Sphagnopsida |
|  |              |

|           | Polytrichopsida                                               |
|           |                                                               |
| Altamusci | \| \| Tetraphidopsida \| \| \| \| \| \| Bryopsida \| \| \| \| |
|           | \| \| Tetraphidopsida \| \| \| \| \| \| Bryopsida \| \| \| \| |
|           | Tetraphidopsida                                               |
|           |                                                               |
|           | Bryopsida                                                     |
|           |                                                               |

|  | Tetraphidopsida |
|  |                 |
|  | Bryopsida       |
|  |                 |

|           | Polytrichopsida                                               |
|           |                                                               |
| Altamusci | \| \| Tetraphidopsida \| \| \| \| \| \| Bryopsida \| \| \| \| |
|           | \| \| Tetraphidopsida \| \| \| \| \| \| Bryopsida \| \| \| \| |
|           | Tetraphidopsida                                               |
|           |                                                               |
|           | Bryopsida                                                     |
|           |                                                               |

|  | Tetraphidopsida |
|  |                 |
|  | Bryopsida       |
|  |                 |

|           | Polytrichopsida                                               |
|           |                                                               |
| Altamusci | \| \| Tetraphidopsida \| \| \| \| \| \| Bryopsida \| \| \| \| |
|           | \| \| Tetraphidopsida \| \| \| \| \| \| Bryopsida \| \| \| \| |
|           | Tetraphidopsida                                               |
|           |                                                               |
|           | Bryopsida                                                     |
|           |                                                               |

|  | Tetraphidopsida |
|  |                 |
|  | Bryopsida       |
|  |                 |

|           | Polytrichopsida                                               |
|           |                                                               |
| Altamusci | \| \| Tetraphidopsida \| \| \| \| \| \| Bryopsida \| \| \| \| |
|           | \| \| Tetraphidopsida \| \| \| \| \| \| Bryopsida \| \| \| \| |
|           | Tetraphidopsida                                               |
|           |                                                               |
|           | Bryopsida                                                     |
|           |                                                               |

|  | Tetraphidopsida |
|  |                 |
|  | Bryopsida       |
|  |                 |

|  | Takakiopsida |
|  |              |

|  | Sphagnopsida |
|  |              |

|           | Polytrichopsida                                               |
|           |                                                               |
| Altamusci | \| \| Tetraphidopsida \| \| \| \| \| \| Bryopsida \| \| \| \| |
|           | \| \| Tetraphidopsida \| \| \| \| \| \| Bryopsida \| \| \| \| |
|           | Tetraphidopsida                                               |
|           |                                                               |
|           | Bryopsida                                                     |
|           |                                                               |

|  | Tetraphidopsida |
|  |                 |
|  | Bryopsida       |
|  |                 |

|           | Polytrichopsida                                               |
|           |                                                               |
| Altamusci | \| \| Tetraphidopsida \| \| \| \| \| \| Bryopsida \| \| \| \| |
|           | \| \| Tetraphidopsida \| \| \| \| \| \| Bryopsida \| \| \| \| |
|           | Tetraphidopsida                                               |
|           |                                                               |
|           | Bryopsida                                                     |
|           |                                                               |

|  | Tetraphidopsida |
|  |                 |
|  | Bryopsida       |
|  |                 |

|           | Polytrichopsida                                               |
|           |                                                               |
| Altamusci | \| \| Tetraphidopsida \| \| \| \| \| \| Bryopsida \| \| \| \| |
|           | \| \| Tetraphidopsida \| \| \| \| \| \| Bryopsida \| \| \| \| |
|           | Tetraphidopsida                                               |
|           |                                                               |
|           | Bryopsida                                                     |
|           |                                                               |

|  | Tetraphidopsida |
|  |                 |
|  | Bryopsida       |
|  |                 |

|           | Polytrichopsida                                               |
|           |                                                               |
| Altamusci | \| \| Tetraphidopsida \| \| \| \| \| \| Bryopsida \| \| \| \| |
|           | \| \| Tetraphidopsida \| \| \| \| \| \| Bryopsida \| \| \| \| |
|           | Tetraphidopsida                                               |
|           |                                                               |
|           | Bryopsida                                                     |
|           |                                                               |

|  | Tetraphidopsida |
|  |                 |
|  | Bryopsida       |
|  |                 |

|  | Anthocerotopsida (antóceros)     |
|  |                                  |
|  | Tracheophyta (plantas vasculares |
|  |                                  |

|  | Takakiopsida |
|  |              |

|  | Sphagnopsida |
|  |              |

|           | Polytrichopsida                                               |
|           |                                                               |
| Altamusci | \| \| Tetraphidopsida \| \| \| \| \| \| Bryopsida \| \| \| \| |
|           | \| \| Tetraphidopsida \| \| \| \| \| \| Bryopsida \| \| \| \| |
|           | Tetraphidopsida                                               |
|           |                                                               |
|           | Bryopsida                                                     |
|           |                                                               |

|  | Tetraphidopsida |
|  |                 |
|  | Bryopsida       |
|  |                 |

|           | Polytrichopsida                                               |
|           |                                                               |
| Altamusci | \| \| Tetraphidopsida \| \| \| \| \| \| Bryopsida \| \| \| \| |
|           | \| \| Tetraphidopsida \| \| \| \| \| \| Bryopsida \| \| \| \| |
|           | Tetraphidopsida                                               |
|           |                                                               |
|           | Bryopsida                                                     |
|           |                                                               |

|  | Tetraphidopsida |
|  |                 |
|  | Bryopsida       |
|  |                 |

|           | Polytrichopsida                                               |
|           |                                                               |
| Altamusci | \| \| Tetraphidopsida \| \| \| \| \| \| Bryopsida \| \| \| \| |
|           | \| \| Tetraphidopsida \| \| \| \| \| \| Bryopsida \| \| \| \| |
|           | Tetraphidopsida                                               |
|           |                                                               |
|           | Bryopsida                                                     |
|           |                                                               |

|  | Tetraphidopsida |
|  |                 |
|  | Bryopsida       |
|  |                 |

|           | Polytrichopsida                                               |
|           |                                                               |
| Altamusci | \| \| Tetraphidopsida \| \| \| \| \| \| Bryopsida \| \| \| \| |
|           | \| \| Tetraphidopsida \| \| \| \| \| \| Bryopsida \| \| \| \| |
|           | Tetraphidopsida                                               |
|           |                                                               |
|           | Bryopsida                                                     |
|           |                                                               |

|  | Tetraphidopsida |
|  |                 |
|  | Bryopsida       |
|  |                 |

|  | Takakiopsida |
|  |              |

|  | Sphagnopsida |
|  |              |

|           | Polytrichopsida                                               |
|           |                                                               |
| Altamusci | \| \| Tetraphidopsida \| \| \| \| \| \| Bryopsida \| \| \| \| |
|           | \| \| Tetraphidopsida \| \| \| \| \| \| Bryopsida \| \| \| \| |
|           | Tetraphidopsida                                               |
|           |                                                               |
|           | Bryopsida                                                     |
|           |                                                               |

|  | Tetraphidopsida |
|  |                 |
|  | Bryopsida       |
|  |                 |

|           | Polytrichopsida                                               |
|           |                                                               |
| Altamusci | \| \| Tetraphidopsida \| \| \| \| \| \| Bryopsida \| \| \| \| |
|           | \| \| Tetraphidopsida \| \| \| \| \| \| Bryopsida \| \| \| \| |
|           | Tetraphidopsida                                               |
|           |                                                               |
|           | Bryopsida                                                     |
|           |                                                               |

|  | Tetraphidopsida |
|  |                 |
|  | Bryopsida       |
|  |                 |

|           | Polytrichopsida                                               |
|           |                                                               |
| Altamusci | \| \| Tetraphidopsida \| \| \| \| \| \| Bryopsida \| \| \| \| |
|           | \| \| Tetraphidopsida \| \| \| \| \| \| Bryopsida \| \| \| \| |
|           | Tetraphidopsida                                               |
|           |                                                               |
|           | Bryopsida                                                     |
|           |                                                               |

|  | Tetraphidopsida |
|  |                 |
|  | Bryopsida       |
|  |                 |

|           | Polytrichopsida                                               |
|           |                                                               |
| Altamusci | \| \| Tetraphidopsida \| \| \| \| \| \| Bryopsida \| \| \| \| |
|           | \| \| Tetraphidopsida \| \| \| \| \| \| Bryopsida \| \| \| \| |
|           | Tetraphidopsida                                               |
|           |                                                               |
|           | Bryopsida                                                     |
|           |                                                               |

|  | Tetraphidopsida |
|  |                 |
|  | Bryopsida       |
|  |                 |

|  | Anthocerotopsida (antóceros)     |
|  |                                  |
|  | Tracheophyta (plantas vasculares |
|  |                                  |

|  | Takakiopsida |
|  |              |

|  | Sphagnopsida |
|  |              |

|           | Polytrichopsida                                               |
|           |                                                               |
| Altamusci | \| \| Tetraphidopsida \| \| \| \| \| \| Bryopsida \| \| \| \| |
|           | \| \| Tetraphidopsida \| \| \| \| \| \| Bryopsida \| \| \| \| |
|           | Tetraphidopsida                                               |
|           |                                                               |
|           | Bryopsida                                                     |
|           |                                                               |

|  | Tetraphidopsida |
|  |                 |
|  | Bryopsida       |
|  |                 |

|           | Polytrichopsida                                               |
|           |                                                               |
| Altamusci | \| \| Tetraphidopsida \| \| \| \| \| \| Bryopsida \| \| \| \| |
|           | \| \| Tetraphidopsida \| \| \| \| \| \| Bryopsida \| \| \| \| |
|           | Tetraphidopsida                                               |
|           |                                                               |
|           | Bryopsida                                                     |
|           |                                                               |

|  | Tetraphidopsida |
|  |                 |
|  | Bryopsida       |
|  |                 |

|           | Polytrichopsida                                               |
|           |                                                               |
| Altamusci | \| \| Tetraphidopsida \| \| \| \| \| \| Bryopsida \| \| \| \| |
|           | \| \| Tetraphidopsida \| \| \| \| \| \| Bryopsida \| \| \| \| |
|           | Tetraphidopsida                                               |
|           |                                                               |
|           | Bryopsida                                                     |
|           |                                                               |

|  | Tetraphidopsida |
|  |                 |
|  | Bryopsida       |
|  |                 |

|           | Polytrichopsida                                               |
|           |                                                               |
| Altamusci | \| \| Tetraphidopsida \| \| \| \| \| \| Bryopsida \| \| \| \| |
|           | \| \| Tetraphidopsida \| \| \| \| \| \| Bryopsida \| \| \| \| |
|           | Tetraphidopsida                                               |
|           |                                                               |
|           | Bryopsida                                                     |
|           |                                                               |

|  | Tetraphidopsida |
|  |                 |
|  | Bryopsida       |
|  |                 |

|  | Takakiopsida |
|  |              |

|  | Sphagnopsida |
|  |              |

|           | Polytrichopsida                                               |
|           |                                                               |
| Altamusci | \| \| Tetraphidopsida \| \| \| \| \| \| Bryopsida \| \| \| \| |
|           | \| \| Tetraphidopsida \| \| \| \| \| \| Bryopsida \| \| \| \| |
|           | Tetraphidopsida                                               |
|           |                                                               |
|           | Bryopsida                                                     |
|           |                                                               |

|  | Tetraphidopsida |
|  |                 |
|  | Bryopsida       |
|  |                 |

|           | Polytrichopsida                                               |
|           |                                                               |
| Altamusci | \| \| Tetraphidopsida \| \| \| \| \| \| Bryopsida \| \| \| \| |
|           | \| \| Tetraphidopsida \| \| \| \| \| \| Bryopsida \| \| \| \| |
|           | Tetraphidopsida                                               |
|           |                                                               |
|           | Bryopsida                                                     |
|           |                                                               |

|  | Tetraphidopsida |
|  |                 |
|  | Bryopsida       |
|  |                 |

|           | Polytrichopsida                                               |
|           |                                                               |
| Altamusci | \| \| Tetraphidopsida \| \| \| \| \| \| Bryopsida \| \| \| \| |
|           | \| \| Tetraphidopsida \| \| \| \| \| \| Bryopsida \| \| \| \| |
|           | Tetraphidopsida                                               |
|           |                                                               |
|           | Bryopsida                                                     |
|           |                                                               |

|  | Tetraphidopsida |
|  |                 |
|  | Bryopsida       |
|  |                 |

|           | Polytrichopsida                                               |
|           |                                                               |
| Altamusci | \| \| Tetraphidopsida \| \| \| \| \| \| Bryopsida \| \| \| \| |
|           | \| \| Tetraphidopsida \| \| \| \| \| \| Bryopsida \| \| \| \| |
|           | Tetraphidopsida                                               |
|           |                                                               |
|           | Bryopsida                                                     |
|           |                                                               |

|  | Tetraphidopsida |
|  |                 |
|  | Bryopsida       |
|  |                 |

|  | Anthocerotopsida (antóceros)     |
|  |                                  |
|  | Tracheophyta (plantas vasculares |
|  |                                  |

|  | Takakiopsida |
|  |              |

|  | Sphagnopsida |
|  |              |

|           | Polytrichopsida                                               |
|           |                                                               |
| Altamusci | \| \| Tetraphidopsida \| \| \| \| \| \| Bryopsida \| \| \| \| |
|           | \| \| Tetraphidopsida \| \| \| \| \| \| Bryopsida \| \| \| \| |
|           | Tetraphidopsida                                               |
|           |                                                               |
|           | Bryopsida                                                     |
|           |                                                               |

|  | Tetraphidopsida |
|  |                 |
|  | Bryopsida       |
|  |                 |

|           | Polytrichopsida                                               |
|           |                                                               |
| Altamusci | \| \| Tetraphidopsida \| \| \| \| \| \| Bryopsida \| \| \| \| |
|           | \| \| Tetraphidopsida \| \| \| \| \| \| Bryopsida \| \| \| \| |
|           | Tetraphidopsida                                               |
|           |                                                               |
|           | Bryopsida                                                     |
|           |                                                               |

|  | Tetraphidopsida |
|  |                 |
|  | Bryopsida       |
|  |                 |

|           | Polytrichopsida                                               |
|           |                                                               |
| Altamusci | \| \| Tetraphidopsida \| \| \| \| \| \| Bryopsida \| \| \| \| |
|           | \| \| Tetraphidopsida \| \| \| \| \| \| Bryopsida \| \| \| \| |
|           | Tetraphidopsida                                               |
|           |                                                               |
|           | Bryopsida                                                     |
|           |                                                               |

|  | Tetraphidopsida |
|  |                 |
|  | Bryopsida       |
|  |                 |

|           | Polytrichopsida                                               |
|           |                                                               |
| Altamusci | \| \| Tetraphidopsida \| \| \| \| \| \| Bryopsida \| \| \| \| |
|           | \| \| Tetraphidopsida \| \| \| \| \| \| Bryopsida \| \| \| \| |
|           | Tetraphidopsida                                               |
|           |                                                               |
|           | Bryopsida                                                     |
|           |                                                               |

|  | Tetraphidopsida |
|  |                 |
|  | Bryopsida       |
|  |                 |

|  | Takakiopsida |
|  |              |

|  | Sphagnopsida |
|  |              |

|           | Polytrichopsida                                               |
|           |                                                               |
| Altamusci | \| \| Tetraphidopsida \| \| \| \| \| \| Bryopsida \| \| \| \| |
|           | \| \| Tetraphidopsida \| \| \| \| \| \| Bryopsida \| \| \| \| |
|           | Tetraphidopsida                                               |
|           |                                                               |
|           | Bryopsida                                                     |
|           |                                                               |

|  | Tetraphidopsida |
|  |                 |
|  | Bryopsida       |
|  |                 |

|           | Polytrichopsida                                               |
|           |                                                               |
| Altamusci | \| \| Tetraphidopsida \| \| \| \| \| \| Bryopsida \| \| \| \| |
|           | \| \| Tetraphidopsida \| \| \| \| \| \| Bryopsida \| \| \| \| |
|           | Tetraphidopsida                                               |
|           |                                                               |
|           | Bryopsida                                                     |
|           |                                                               |

|  | Tetraphidopsida |
|  |                 |
|  | Bryopsida       |
|  |                 |

|           | Polytrichopsida                                               |
|           |                                                               |
| Altamusci | \| \| Tetraphidopsida \| \| \| \| \| \| Bryopsida \| \| \| \| |
|           | \| \| Tetraphidopsida \| \| \| \| \| \| Bryopsida \| \| \| \| |
|           | Tetraphidopsida                                               |
|           |                                                               |
|           | Bryopsida                                                     |
|           |                                                               |

|  | Tetraphidopsida |
|  |                 |
|  | Bryopsida       |
|  |                 |

|           | Polytrichopsida                                               |
|           |                                                               |
| Altamusci | \| \| Tetraphidopsida \| \| \| \| \| \| Bryopsida \| \| \| \| |
|           | \| \| Tetraphidopsida \| \| \| \| \| \| Bryopsida \| \| \| \| |
|           | Tetraphidopsida                                               |
|           |                                                               |
|           | Bryopsida                                                     |
|           |                                                               |

|  | Tetraphidopsida |
|  |                 |
|  | Bryopsida       |
|  |                 |

|  | Anthocerotopsida (antóceros)     |
|  |                                  |
|  | Tracheophyta (plantas vasculares |
|  |                                  |

|  | Takakiopsida |
|  |              |

|  | Sphagnopsida |
|  |              |

|           | Polytrichopsida                                               |
|           |                                                               |
| Altamusci | \| \| Tetraphidopsida \| \| \| \| \| \| Bryopsida \| \| \| \| |
|           | \| \| Tetraphidopsida \| \| \| \| \| \| Bryopsida \| \| \| \| |
|           | Tetraphidopsida                                               |
|           |                                                               |
|           | Bryopsida                                                     |
|           |                                                               |

|  | Tetraphidopsida |
|  |                 |
|  | Bryopsida       |
|  |                 |

|           | Polytrichopsida                                               |
|           |                                                               |
| Altamusci | \| \| Tetraphidopsida \| \| \| \| \| \| Bryopsida \| \| \| \| |
|           | \| \| Tetraphidopsida \| \| \| \| \| \| Bryopsida \| \| \| \| |
|           | Tetraphidopsida                                               |
|           |                                                               |
|           | Bryopsida                                                     |
|           |                                                               |

|  | Tetraphidopsida |
|  |                 |
|  | Bryopsida       |
|  |                 |

|           | Polytrichopsida                                               |
|           |                                                               |
| Altamusci | \| \| Tetraphidopsida \| \| \| \| \| \| Bryopsida \| \| \| \| |
|           | \| \| Tetraphidopsida \| \| \| \| \| \| Bryopsida \| \| \| \| |
|           | Tetraphidopsida                                               |
|           |                                                               |
|           | Bryopsida                                                     |
|           |                                                               |

|  | Tetraphidopsida |
|  |                 |
|  | Bryopsida       |
|  |                 |

|           | Polytrichopsida                                               |
|           |                                                               |
| Altamusci | \| \| Tetraphidopsida \| \| \| \| \| \| Bryopsida \| \| \| \| |
|           | \| \| Tetraphidopsida \| \| \| \| \| \| Bryopsida \| \| \| \| |
|           | Tetraphidopsida                                               |
|           |                                                               |
|           | Bryopsida                                                     |
|           |                                                               |

|  | Tetraphidopsida |
|  |                 |
|  | Bryopsida       |
|  |                 |

|  | Takakiopsida |
|  |              |

|  | Sphagnopsida |
|  |              |

|           | Polytrichopsida                                               |
|           |                                                               |
| Altamusci | \| \| Tetraphidopsida \| \| \| \| \| \| Bryopsida \| \| \| \| |
|           | \| \| Tetraphidopsida \| \| \| \| \| \| Bryopsida \| \| \| \| |
|           | Tetraphidopsida                                               |
|           |                                                               |
|           | Bryopsida                                                     |
|           |                                                               |

|  | Tetraphidopsida |
|  |                 |
|  | Bryopsida       |
|  |                 |

|           | Polytrichopsida                                               |
|           |                                                               |
| Altamusci | \| \| Tetraphidopsida \| \| \| \| \| \| Bryopsida \| \| \| \| |
|           | \| \| Tetraphidopsida \| \| \| \| \| \| Bryopsida \| \| \| \| |
|           | Tetraphidopsida                                               |
|           |                                                               |
|           | Bryopsida                                                     |
|           |                                                               |

|  | Tetraphidopsida |
|  |                 |
|  | Bryopsida       |
|  |                 |

|           | Polytrichopsida                                               |
|           |                                                               |
| Altamusci | \| \| Tetraphidopsida \| \| \| \| \| \| Bryopsida \| \| \| \| |
|           | \| \| Tetraphidopsida \| \| \| \| \| \| Bryopsida \| \| \| \| |
|           | Tetraphidopsida                                               |
|           |                                                               |
|           | Bryopsida                                                     |
|           |                                                               |

|  | Tetraphidopsida |
|  |                 |
|  | Bryopsida       |
|  |                 |

|           | Polytrichopsida                                               |
|           |                                                               |
| Altamusci | \| \| Tetraphidopsida \| \| \| \| \| \| Bryopsida \| \| \| \| |
|           | \| \| Tetraphidopsida \| \| \| \| \| \| Bryopsida \| \| \| \| |
|           | Tetraphidopsida                                               |
|           |                                                               |
|           | Bryopsida                                                     |
|           |                                                               |

|  | Tetraphidopsida |
|  |                 |
|  | Bryopsida       |
|  |                 |

Seis da oito classes de briófitos contêm cada apenas um ou dois géneros. A classe Polytrichopsida inclui 23 géneros e a classe Bryopsida agrupa a maioria da diversidade dos musgos, com mais de 95% das espécies descritas a pertencer a este grupo.
A classe Sphagnopsida, os musgos formadores de turfeiras, para além de taxa conhecidos apenas do registo fóssil, agrega apenas dois géneros extantes, Ambuchanania e Sphagnum. Contudo, o género Sphagnum é rico em diversidade, apresenta distribuição natural muito alargada e grande importância económica na formação de turfas e no uso como material. Estes musgos de grandes dimensões contribuem para a formação de extensos pântanos acídicos, as turfeiras, com grandes implicações no ciclo hidrológico e na taxa de decomposição da matéria orgânica e na retenção de carbono da atmosfera. Os filídios (folhas) das espécies do géneros Sphagnum apresentam uma alternância de grandes células mortas com células fotossintéticas, servindo as células mortas para armazenar água. Para além destas características únicas, que permitem a estas plantas armazenar grandes volumes de água, distinguem-se dos restantes musgos por apresentarem um protonema taloso ramificado (com aspecto achatado e expandido) e esporângios que rompem na maturidade numa forma explosiva de deiscência.
As classes Andreaeopsida e Andreaeobryopsida distinguem-se pelos rizoides bisseriados (com duas filas de células), pelo protonema multisseriado (muitas camadas de células) e por esporângios que, ao contrário da maioria dos musgos que apresenta cápsulas que abrem no topo na deiscência, fendem ao longo de linhas longitudinais.
A classe Polytrichopsida apresenta filídios (folhas) com conjuntos paralelos de lamelas, abas de células ricas em cloroplastos que formam "folhos" laterais. Estas células para além da sua função fotossintética podem a ajudar a conservar humidade ao recobrirem parcialmente as superfícies onde ocorre a troca de gases com a atmosfera. Os membros da classe Polytrichopsida diferem dos restantes musgos em vários detalhes do seu desenvolvimento e anatomia, podendo atingir dimensões maiores do que quaisquer outros musgos. Por exemplo, a espécie Polytrichum commune forma tufos com até 40 cm de altura, mas o musgo mais alto que se conhece, também um membro dos Polytrichidae, é provavelmente Dawsonia superba, uma espécie nativa da Nova Zelândia e outras partes da Australásia.

## Ecologia e conservação

### Habitat

Densa massa de colónias de musgos epífitos sobre árvores numa floresta costeira

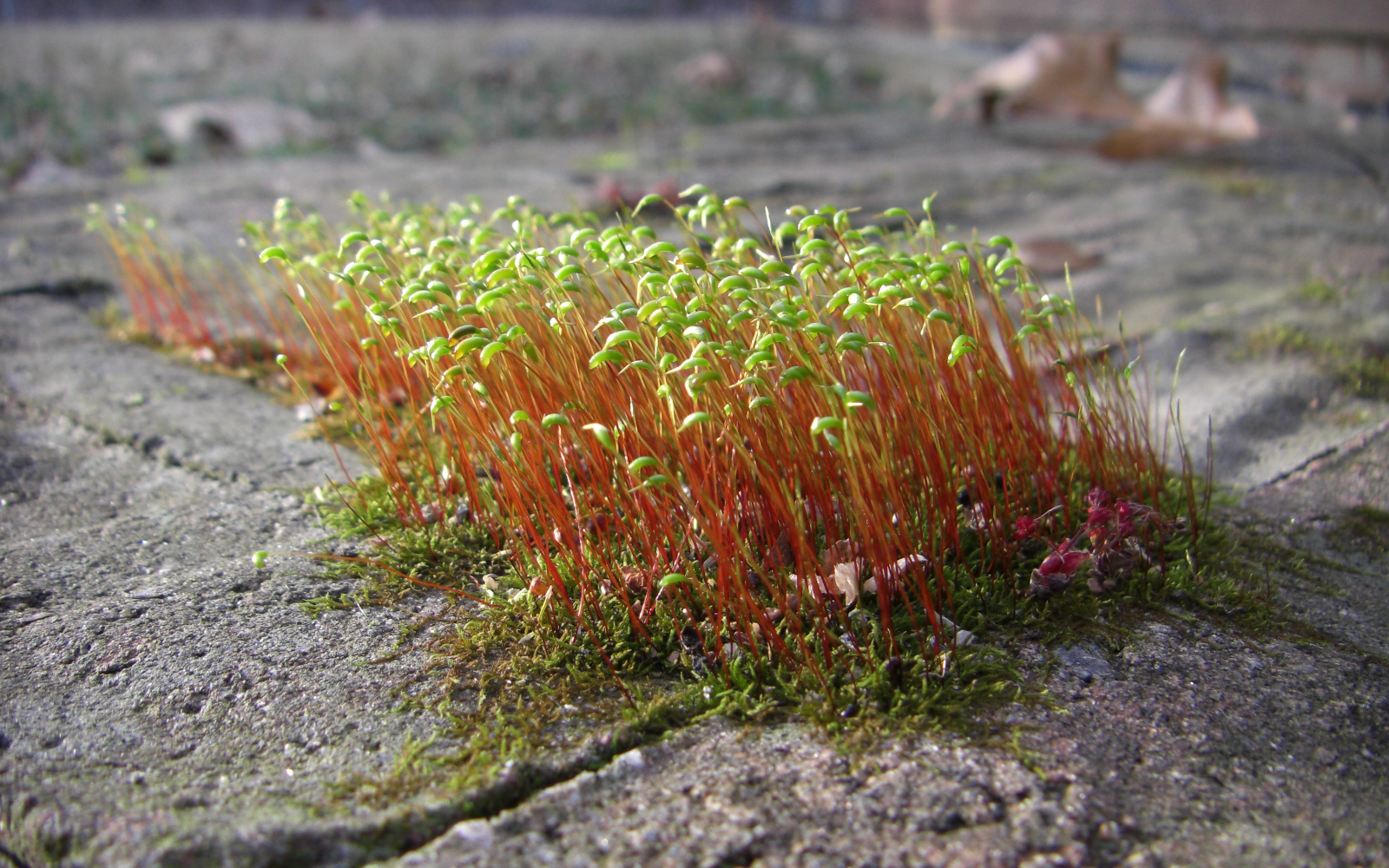
Musgos com esporófitos bem desenvolvidos sobre uma rocha nua

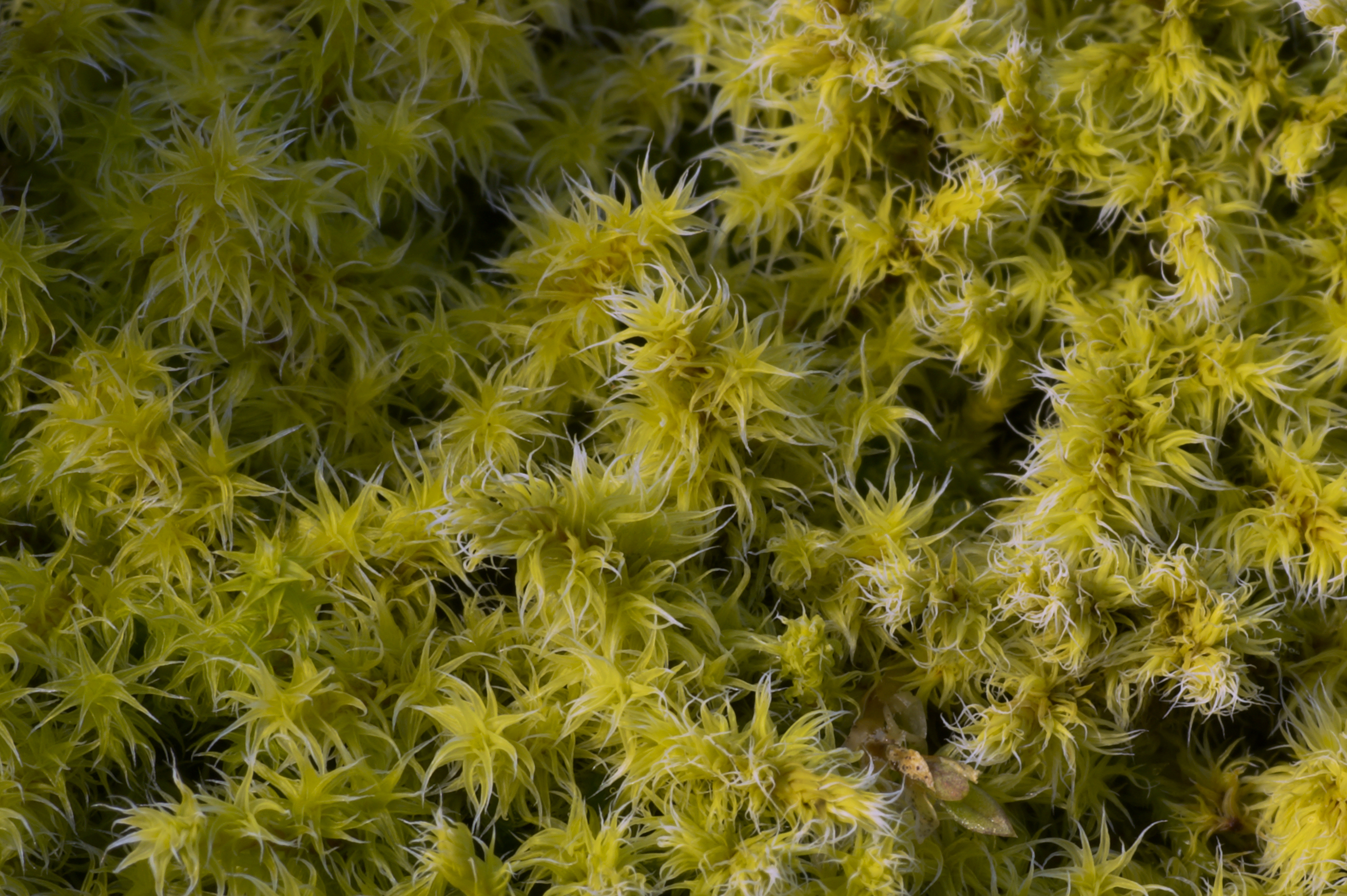
Musgos numa turfeira

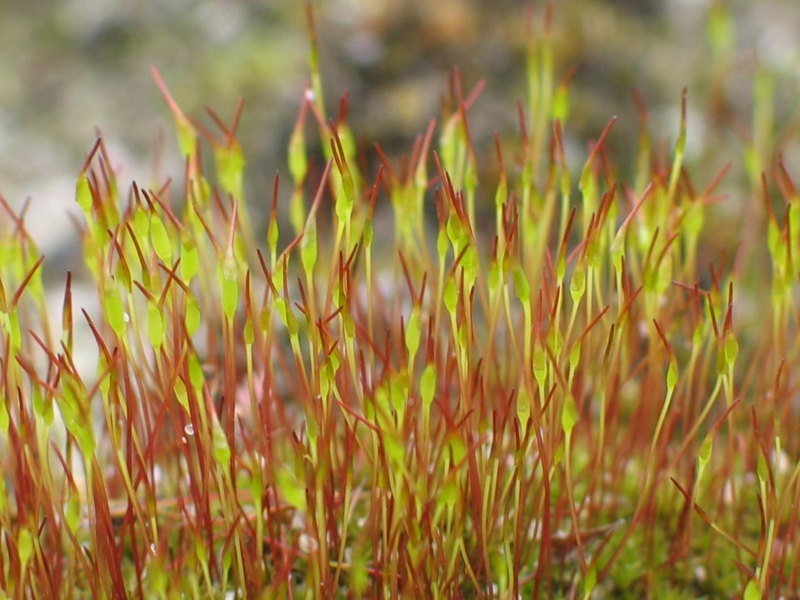
Esporófitos jovens de Tortula muralis

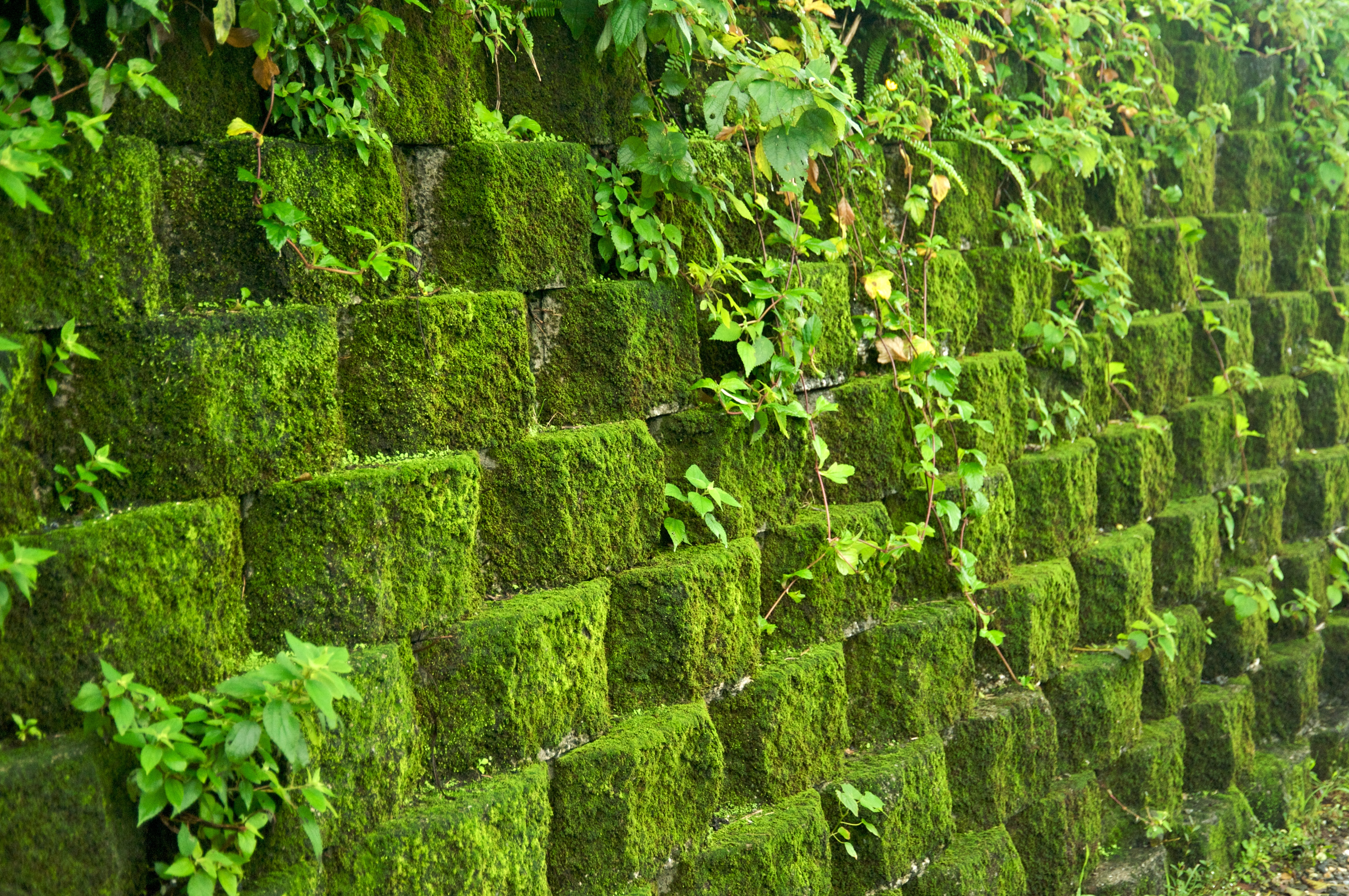
Musgos sobre uma estrutura de retenção de terras

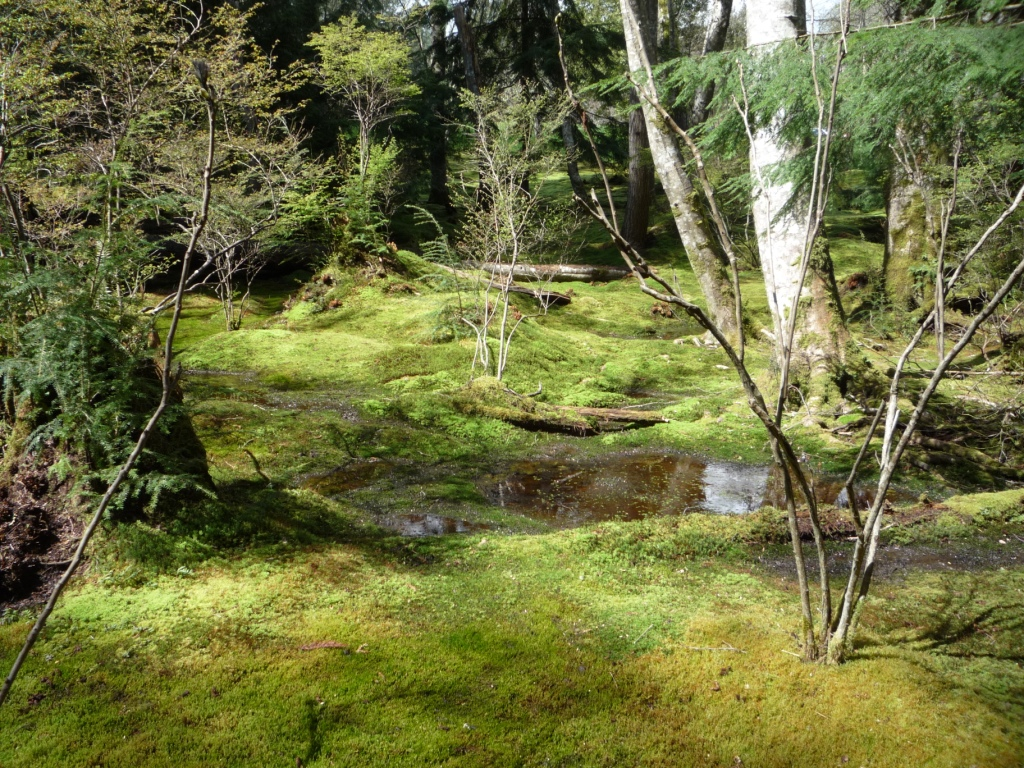
Jardins de musgos em Bloedel Reserve, Bainbridge Island, Washington State

Os gametófitos dos musgos são autotróficos fotossintéticos, pelo que requerem suficiente luz solar para que a fotossíntese possa ocorrer com suficiente eficiência. Como a tolerância ao ensombramento varia com a espécie, tal como ocorre com as restantes plantas, a radiação solar é um dos principais factores limitantes à distribuição espacial dos musgos. Contudo, a maior parte dos musgos, ao contrário do que ocorre com as plantas vasculares, apresenta sérias dificuldades em manter a hidratação em situações de insolação directa, razão pela qual a maioria das espécies é ombrófila.
As limitações em hidratação, típicas das plantas avasculares, levam a que na maior parte dos biomas os musgos ocupem maioritariamente habitats que correspondem a biótopos húmidos e sombrios, tais como áreas florestadas e margens de cursos de água e encostas íngremes voltadas para ângulos em que o sol não ilumina directamente, falésias e despenhadeiros. Note-se que em regiões de clima frio e húmido, especialmente quando correspondem a grande frequência de céus nublados ou de ocorrência de nevoeiros, os musgos podem ocupar qualquer tipo de habitats, mesmo os mais expostos à radiação solar directa. Apesar das limitações apontadas, existem espécies de musgos adaptadas a habitats ensolarados e sazonalmente secos, tais como os rochedos alpinos, os muros e as calçadas ou dunas consolidadas.
A escolha do substrato também varia substancialmente de acordo com as espécies. As espécies de musgo podem ser classificadas em função da preferência por classes de substrato, sendo comum agrupar as espécies, ou grupos de espécies, entre outras, nas seguintes categorias: (1) musgos típicos das rochas e dos substratos rochosos; (2) musgos típicos dos solos minerais expostos; (3) musgos típicos dos solos perturbados, grupo que inclui a maioria das espécies ruderais; (4) musgos típicos dos solos ácidos e zonas húmidas fortemente acidificadas, grupo que inclui as espécies típicas das turfeiras e dos pântanos distróficos; (5) musgos típicos dos solos calcários e das rochas detríticas carbonatadas; (6) musgos típicos das áreas de nascentes difusas de água em falésias e das áreas de pulverização de cascatas; (7) musgos das zonas permanentemente encharcadas das margens de cursos de água; (8) musgos dos solos humosos fortemente ensombrados, típicos do sub-bosque de florestas; (9) musgos dos troncos caídos, troncos e restos de madeira queimados, bases dos troncos de árvores; e (10) musgos epífitos e epífilos crescendo sobre troncos e ramos de árvores, caules e folhas.
As espécies de musgos que crescem sobre as árvores ou à sua sombra imediata são muitas vezes específicas, aparecendo sempre associadas a determinadas espécies arbóreas, ou grupo de espécies. Existem espécies que preferem coníferas em detrimento de árvores de folha larga, espécies que preferem os carvalhos face às faias e outras espécies similares, e vice-versa. Apesar de ser muito frequente encontrar musgos que crescem sobre as árvores como epífitas, nunca são parasitas às árvores.
Os musgos também ocorrem com frequência em estruturas construídas, incluindo em fissuras entre pavimentos de estradas e ruas nas épocas de maior disponibilidade de humidade e sobre telhados e coberturas de edifícios. Algumas espécies adaptadas a áreas perturbadas e ensolaradas estão bem adaptadas às condições urbanas e são frequentemente encontradas nas cidades e em áreas fortemente ruderalizadas. Exemplos dessas espécies são Rhytidiadelphus squarrosus, frequente em cidades do noroeste da América do Norte, Bryum argenteum, um musgo cosmopolita comum em calçadas, e Ceratodon purpureus, um musgo avermelhado, cosmopolita, comum sobre telhados nas regiões temperadas e subtropicais.
Algumas musgos são totalmente aquáticos, como ocorre com a espécie Fontinalis antipyretica, um musgo comum em águas estagnadas, e outros, como os membros do género Sphagnum, habitam pântanos, turfeiras e cursos de água de escoamento muito lento. Estes musgos aquáticos estão libertos das restrições impostas pela dificuldade de manter a hidratação na falta de estruturas vasculares eficientes, pelo que podem exceder em muito o comprimento médio dos musgos terrestres, sendo, por exemplo, comuns plantas com mais de 20-30 cm entre as espécies de Sphagnum.
Por outro lado, a fertilização nos musgos requer que o anterozoide (o esperma masculino) nade até atingir a oosfera. Esse requisito implica que, independentemente do tipo de habitat de ocorrência, os musgos requeiram a presença de água líquida durante pelo menos parte do ano para poderem completar a fertilização. Apesar disso, muitos musgos podem sobreviver durante períodos de dessecação, por vezes de alguns meses de duração, revivendo em poucas horas após a re-hidratação.
Considera-se que em geral, particularmente nas latitudes mais elevadas do hemisfério norte, o lado norte das árvores e das rochas geralmente apresenta um crescimento de musgos mais luxuriante do que os outros lados. A explicação assumida assenta na maior insolação do lado sul, a qual cria um ambiente mais seco e por isso menos propício ao desenvolvimento muscinal. A sul do equador, o inverso seria verdadeiro. No entanto, os naturalistas apontam que os musgos na realidade crescem melhor no lado mais húmido das árvores e das rochas, independentemente da orientação. Em alguns casos, especialmente nos climas ensolarados em latitudes temperadas do norte, este será o lado norte, mais sombreado, da árvore ou da rocha. Em encostas íngremes, pode ser o lado voltado para a parte mais alta. Para os musgos que crescem nos ramos das árvores, o lado mais húmido é geralmente o lado superior do ramo em troços que se posicionam horizontalmente ou perto das ramificações. Em climas húmidos com céus frequentemente nublados, todos os lados dos troncos e das rochas podem ser igualmente suficientemente húmidos para um bom desenvolvimento dos musgos. Por outro lado, diferentes espécies de musgos apresentam diferentes requisitos de humidade e ensombramento, crescendo em diferentes secções da mesma árvore ou rocha.

### Relação entre musgos e cianobactérias
Nas florestas boreais, algumas espécies de musgos desempenham um importante papel no fornecimento de azoto assimilável ao ecossistema devido à sua relação com cianobactérias fixadoras de azoto. Nesta relação de carácter simbiótico, as cianobactérias colonizam os musgos, dos quais recebem suporte físico para permanecerem expostas à radiação solar, abrigo e hidratação, e em troca proporcionam azoto fixo. Por sua vez os musgos, quando decompostos ou por lixiviação, libertam para o solo o azoto fixo juntamente com outros nutrientes, especialmente "após perturbações como ciclos de secagem-hidratação e eventos de fogo", tornando-o disponível para todo o ecossistema.

### Conservação
O principal factor de risco para a conservação das espécies de musgos é a destruição de habitat, especialmente a desflorestação e as queimadas. Outro factor de risco é o uso de herbicidas e a poluição, já que muitas espécies de briófitos são sensíveis à presença de compostos químicos.

## Etnobotânica

### Cultivo
Os musgos são frequentemente considerados como ervas daninhas em relvados, mas em alguns casos são deliberadamente encorajados a crescer por razões estéticas ou princípios filosóficos, situação bem exemplificada nos jardins tradicionais japoneses. Na cultura japonesa, nos antigos jardins dos templos, os musgos podem ser utilizados para embelezar uma cena de floresta, considerando-se que adicionam uma sensação de calma, idade e quietude às paisagens de jardim. O musgo também é usado em técnicas bonsai para recobrir o solo e coadjuvar na criação da impressão de idade avançada das plantas.
As regras de cultivo dos musgos não estão amplamente estabelecidas. As colecções de musgo são muitas vezes iniciadas usando amostras transplantadas da natureza em sacos de retenção de água. No entanto, algumas espécies específicas de musgo podem ser extremamente difíceis de manter fora do seu habitat natural, dados os seus complexos requisitos únicos de combinações de luz, humidade do ar e do solo, química do substrato, abrigo de vento e outros factores ambientais.
As técnicas de cultivo de musgos a partir de esporos são ainda menos conhecidas. Os esporos dos musgos caem constantemente sobre as superfícies expostas, trazidos pelo vento e pela chuva. As superfícies com condições favoráveis para determinada espécie de musgo serão tipicamente colonizadas por esse musgo após alguns anos de exposição ao vento e à chuva. Materiais porosos e capazes de reter humidade, como tijolos, madeiras e certas misturas de betão grosso e poroso são facilmente colonizadas por musgos desde que tenham humidade adequada e ensombramento. As superfícies também podem ser preparadas utilizando substâncias ácidas, incluindo soro de leite, iogurte, urina ou misturas suavemente moídas de musgo, água e composto (de preferência acídico obtido por compostagem de ericáceas).
Em regiões de clima frio e húmido, como nas regiões costeiras do noroeste da América do Norte, os musgos são por vezes deixados naturalmente crescer como um substituto dos relvados, por precisarem de pouca ou nenhuma manutenção, não sendo necessário o corte, fertilização ou rega. Neste caso, as gramíneas da relva são consideradas como as ervas daninhas.
Os paisagistas da área de Seattle, por vezes, recolhem pedregulhos e troncos derrubados contendo musgos para posterior instalação em jardins e paisagens urbanas. Os jardins florestados de muitas partes do mundo podem incluir um tapete de musgos naturais. A Bloedel Reserve, na ilha de Bainbridge, no estado de Washington, é famosa pelo seu jardim de musgos. Aquele jardim de musgos foi criado pela remoção dos arbustos do sub-bosque e da cobertura herbácea e pelo desbaste das árvores de forma a permitir que os musgos preenchessem naturalmente o espaço deixado livre.
Os musgos são por vezes utilizados na construção de telhados verdes. As vantagens dos musgos sobre as plantas superiores na construção de coberturas de edifícios incluem cargas de peso mais reduzidas, aumento da absorção de água, ausência de requisitos de fertilizantes e alta tolerância à seca. Como os musgos não possuem verdadeiras raízes, exigem menos meio de plantio do que as plantas superiores com sistemas radiculares extensos. Com uma selecção de espécies adequadas ao clima local, os musgos utilizados nos telhados verdes não precisam de irrigação uma vez estabelecidos e são de muito baixa manutenção.

### Inibição do crescimento de musgos
Os musgos podem causar sérios prejuízos em viveiros, especialmente quando as plântulas são cultivadas em vasos ou contentores similares, e em alguns tipos de estufas. Nestes casos, o crescimento vigoroso de musgos pode inibir a germinação ou a emergência das plântulas e a penetração da água e dos fertilizantes até às raízes das plantas.
O crescimento dos musgos pode ser inibido recorrendo a vários métodos, entre os quais:
- Diminuição da disponibilidade de água através de drenagem;
- Aumento da luz solar directa;
- Aumento de número e recursos disponíveis para plantas competitivas, como gramíneas;
- Aumento do pH do solo com a aplicação de cal;
- Aumento do pisoteio ou perturbação manual da camada de musgo com um ancinho;
- Aplicação de produtos químicos tais como sulfato ferroso (por exemplo, em relvados) ou lixívia (por exemplo, em superfícies impermeabilizadas);
- Em operações de viveirista em contentores, a aplicação de materiais minerais grosseiros, como areia, cascalho e rocha, é utilizada para permitir a drenagem rápida da superfície dos recipientes de plantas, o que desencoraja o crescimento de musgos.

A aplicação de produtos que contenham sulfato ferroso ou sulfato ferroso amónico (sal de Mohr) mata os musgos, pelo que esses ingredientes são típicos em produtos comerciais de controlo de musgo e em adubos para relvado que tenham esse objectivo adicional. O enxofre e o ferro são nutrientes essenciais para algumas plantas concorrentes, como as gramíneas. Destruir os musgos presentes não impedirá o crescimento de novos musgos, a menos que as condições favoráveis ao seu crescimento sejam alteradas.

### Muscinários
No norte da Europa e na América do Norte existiu no final do século XIX uma moda passageira de criação de colecções vivas de musgos, conhecidas por muscinários (em inglês mosseries). Essa moda levou ao estabelecimento de colecções em muitos jardins botânicos britânicos e norte-americanos.
Aquelas estruturas são tipicamente construídas a partir de abrigos em barrotes e pranchas de madeira, com telhado plano, abertos do lado norte (mantendo assim sempre a sombra). Amostras de musgos eram instaladas nas fendas entre os lâminas de madeira. Os musgos assim cultivados são regularmente humedecidos para manter o crescimento.

### Usos tradicionais
As sociedades pré-industriais utilizaram os musgos que cresciam nas suas regiões para múltiplos usos, com destaque para os povos das regiões circumpolares da Eurásia e da América do Norte.
Os lapões e muitas tribos norte-americanas usaram musgos para confeccionar camas. Os musgos também foram usados como isolamento térmico, tanto para habitações quanto roupas. Tradicionalmente, em alguns países escandinavos e na Rússia musgo seco era usado como isolamento entre toros em cabanas de troncos. Também as casas tribais do nordeste dos Estados Unidos e do sudeste do Canadá usavam musgo para preencher fendas em casas de madeira. Os povos das regiões circumpolares e alpinas usaram musgos para isolamento em botas e luvas. Ötzi, o Homem do Gelo dos Alpes, tinha botas preenchidas com uma camada isolante de musgo.
Nas regiões europeias onde ocorre esfagno era comum o seu uso na confecção de almofadas e em trabalhos de estofador.
A capacidade do musgo seco para absorver fluidos tornou o seu uso prático tanto para fins médicos como culinários. Os povos tribais da América do Norte usavam musgos para fraldas, compressas para feridas e para absorção do fluido menstrual.
As tribos do Pacífico Noroeste, nos Estados Unidos e Canadá, usaram os musgos para limpar o salmão antes da secagem e para assar a fogo lento e cozer a vapor bolbos de Camassia (quamash ou camas) em escavações cheias de musgo molhado que ardia lentamente, mantendo temperaturas elevadas e saturação de vapor de água durante muitas horas. As cestas de armazenamento de alimentos e cestas de fervura de alimentos destes povos eram também forradas com musgos.
Nas regiões rurais do Reino Unido, a espécie Fontinalis antipyretica era tradicionalmente utilizada para extinguir fogos, já que pode ser facilmente encontrada em grandes quantidades e rapidamente recolhida nas margens de cursos de água lentos, sendo capaz de reter grandes volumes de água que ajudavam a apagar as chamas. Este uso histórico está reflectido no seu epíteto específico antipyretica, cujo significado aproximado é "contra o fogo".
Na Finlândia, musgos das turfeiras foram usados para fazer pão em períodos de fome.

### Usos comerciais presentes

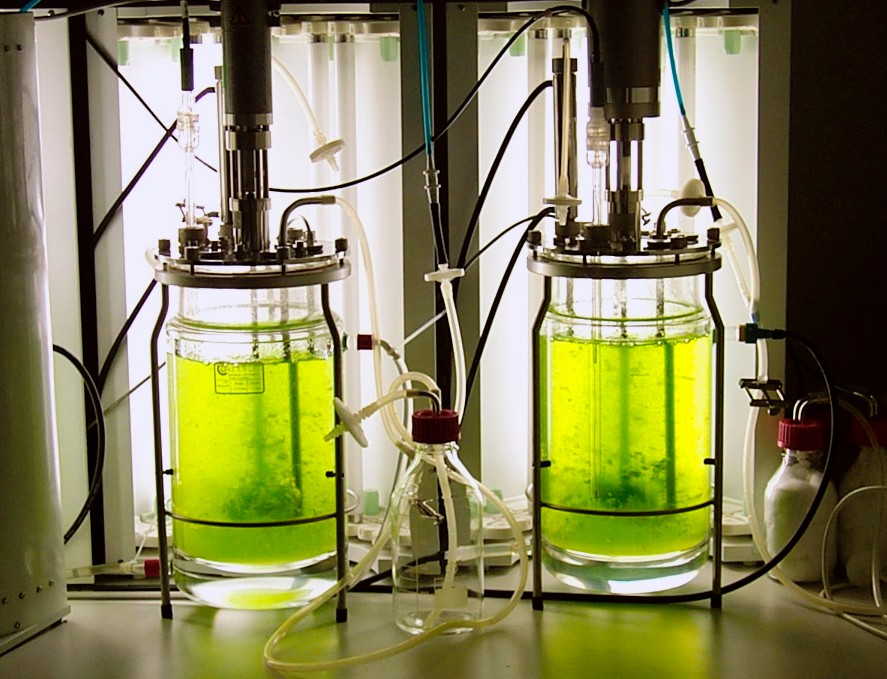
Biorreactor (biorreactor de musgos) para cultivo da espécie Physcomitrella patens

Continua a existir um mercado substancial para musgos recolhidos da natureza. Os usos para os musgos em espécie estão principalmente no comércio florista e para a decoração do lar. No México, os musgos são utilizados em decorações natalícias, o mesmo ocorrendo em Portugal, Espanha e diversas regiões de tradição ibérica.
Entre os produtos derivados dos musgos, especialmente do género Sphagnum, merece particular destaque a turfa, de que são o principal componente, extraída para uso como combustível, como aditivo do solo em horticultura e jardinagem e para defumar malte na produção de whisky escocês (Scotch whisky).
Num outro uso similar, musgos do géneros Sphagnum, conhecidos por esfagnos, geralmente da espécies S. cristatum e S. subnitens, são colhidos enquanto ainda em crescimento e secos para serem usados em viveiros e na horticultura como meio de cultura de plantas.
A prática da colheita de esfagno não deve ser confundida com a colheita de turfa. O esfagno pode ser colhido de forma sustentável e orientada para que volte a crescer, enquanto que a colheita de "turfa de musgo" geralmente é considerada como causa de danos ambientais significativos, pois as turfeiras são exploradas com pouca ou nenhuma oportunidade de recuperação.
Alguns esfagnos podem absorver volumes de água correspondentes a 20 vezes o seu próprio peso seco. Essa propriedade levou a que na Primeira Guerra Mundial se utilizassem musgos do género Sphagnum como compressas de primeiros socorros no tratamento de soldados feridos, já que aquelas compressas absorvem líquidos três vezes mais depressa do que o algodão, são capazes de reter melhor os líquidos, distribuir melhor os líquidos através da estrutura da compressa e eram consideradas pelos feridos como mais frescas, suaves e menos irritantes. Também se afirmava que tinham suaves propriedades antibacterianas. O seu uso comercial começa a ganhar novamente interesse.
Alguns povos nativos das Américas que costumavam usar Sphagnum para confeccionar fraldas e lenços sanitários continuam com essa prática no Canadá.
A espécie Physcomitrella patens está a ser usada de forma crescente em biotecnologia. Entre os mais importantes exemplos deste uso conta-se a identificação de genes dos musgos com implicações para a melhoria genética de cultivares ou para a saúde humana e o desenvolvimento de técnicas seguras de fabricação de produtos biofarmacêuticos complexos em biorreactores de musgos desenvolvidos pela equipa científica liderada por Ralf Reski.